# Personaggi di My Little Pony - L'amicizia è magica

I personaggi della prima stagione; in primo piano, le sei protagoniste e il draghetto Spike

Questa è la lista dei personaggi della serie televisiva animata My Little Pony - L'amicizia è magica, sviluppata da Lauren Faust nel 2010 e ispirata all'omonima linea di giocattoli Hasbro.
La maggior parte dei personaggi della serie, che è ambientata principalmente nel regno di Equestria, appartiene a una delle tre razze principali di pony: earth ponies ("pony terrestri"), privi di elementi somatici caratteristici, devoti alla coltivazione della terra e profondamente legati alla natura; pegasus ponies o pegasi, caratterizzati da un paio di ali piumate, in grado di volare, di camminare sulle nuvole e di manipolare il tempo atmosferico; e unicorn ponies ("unicorni"), caratterizzati da un corno sulla fronte e dotati di capacità magiche. Esiste anche una razza di unicorni alati, chiamati alicorni (alicorns), che comprende le principesse Celestia, Luna, Cadance, Twilight, Flurry Heart e Cozy Glow.
Oltre ai pony, la serie presenta una grande varietà di altre specie animali (per lo più del sottordine dei ruminanti); alcune di queste, come la zebra, il bisonte americano, la mucca, il mulo, l'asino e beninteso i pony, vengono rappresentate come specie parlanti, mentre altre, come il gufo, il gatto, la testuggine, il coniglio, l'alligatore o il cane non sono dotate di parola. Figura altresì un gran numero di animali mitologici (come la manticora, il grifone, il drago, la coccatrice, la chimera, il windigo, la fenice, l'idra, il minotauro, Cerbero, l'Ahuizotl, i mutanti) o inventati (il draconequus, i cani stana-diamanti, i lupi del legno).

## Personaggi principali
La serie narra principalmente le avventure di sei pony residenti a Ponyville: l'alicorno Twilight Sparkle, i pony di terra Applejack e Pinkie Pie, i pegasi Fluttershy e Rainbow Dash e l'unicorno Rarity. A queste sei protagoniste, talvolta chiamate collettivamente Mane Six, si aggiunge il draghetto Spike, assistente tuttofare e fidato amico di Twilight.

### Twilight Sparkle
Princess Twilight Sparkle
Voce originale: Tara Strong (voce), Rebecca Shoichet (canto)
Voce italiana: Emanuela Pacotto
Una pony alicorno (in precedenza unicorno) dai colori violacei e la chioma tra il blu e il viola a strisce rosa. È dotata di un grande potenziale nell'uso delle arti magiche, tanto da diventare l'allieva prediletta di Princess Celestia. Da principio ha un carattere piuttosto introverso e razionale e si dedica molto allo studio, cosa che la porta a isolarsi dagli altri pony. Per questo motivo, viene inviata dalla principessa a Ponyville con il compito di fare nuove amicizie, che le risulteranno essenziali per attivare la magia degli Elementi dell'armonia e sconfiggere la malvagia Nightmare Moon. A seguito di questo episodio, Celestia le concede di vivere nella biblioteca di Ponyville con il compito di imparare quante più cose possibile sull'amicizia e riferirle a lei, e Twilight impara con il tempo ad aprirsi agli altri pony e a comportarsi in modo più estroverso e amichevole. Questo compito culmina nella promozione di Twilight allo status di principessa alla fine della terza stagione, unitamente alla sua metamorfosi in alicorno. Come le altre cinque protagoniste, Twilight incarna lo spirito di uno degli Elementi dell'armonia, nel suo caso quello della magia.
Alla fine della serie, Twilight succederà a Princess Celestia nel ruolo di regnante di Equestria.

### Applejack
Voce originale: Ashleigh Ball
Voce italiana: Benedetta Ponticelli (voce), Renata Bertolas (canto, st. 1), Maria Silvia Roli (canto, st. 3-4; 6) e Marta Lucini (canto, st. 5)
Un'earth pony dal colore arancione e la chioma bionda, figlia di Bright McIntosh e Pear Butter, distinguibile per il suo inseparabile cappello da cowboy. Insieme alla sorella minore Apple Bloom, al fratello maggiore Big McIntosh e alla nonna Granny Smith si occupa della fattoria Giardino Dolcimele (Sweet Apple Acres in originale), dedicandosi in particolare alla raccolta e alla vendita delle mele che vengono ivi coltivate in gran numero. Possiede un carattere schietto e onesto, anche se ha dei modi un po' rozzi ed è piuttosto testarda; forte e robusta, è molto dotata nell'uso della corda, nel radunare le mandrie e nelle competizioni di natura fisica. Ella rappresenta l'elemento dell'onestà.

### Fluttershy
Voce originale: Andrea Libman
Voce italiana: Benedetta Ponticelli (voce), Greta Bortolotti (canto, st. 1), Vera Calacoci (canto, st. 2), Marisa Della Pasqua (canto, st. 3-4), Sara Zanobbio (canto, st. 5-7) e Maria Teresa Cadeddu (canto, st.8-9)
Una pegasus pony dal colore giallo e una lunga chioma rosa. Si prende cura di tutti gli animali che vivono nel bosco, accudendoli e curandoli nella sua casa situata ai confini della pericolosa Everfree Forest. È molto gentile e dai modi aggraziati, ma è anche estremamente timida, tanto da parlare quasi sempre a bassa voce, e va in preda al panico per qualunque cosa. Quando però è lei a perdere la pazienza (cosa che accade assai raramente), diventa in grado di farsi obbedire anche dagli animali più feroci (perfino un enorme drago). Nella seconda stagione si assiste a una certa evoluzione nel carattere di Fluttershy, che inizia a mostrare un maggiore autocontrollo nelle situazioni difficili a seguito del corso di Iron Will. Ella rappresenta l'elemento della gentilezza.

### Pinkie Pie
Pinkamena Diane Pie
Voce originale: Andrea Libman (voce), Shannon Chan-Kent (canto)
Voce italiana: Donatella Fanfani (voce, st. 1-7), Tiziana Martello (voce, st. 8-9), Vera Calacoci (canto, st. 1-3) e Silvia Pinto (canto, st. 4+)
Un'earth pony dal colore rosa e la scompigliata chioma fucsia. È una delle figlie di Rocco Igneo Pie e Quarzina Fumé. Lavora all'Angolo Zuccherino, un negozio di dolci di Ponyville, ma la sua vera specialità è organizzare feste e fare scherzi. È decisamente esuberante e ha un carattere stravagante e quasi folle (tanto che a volte non si sa se prenderla sul serio o no). Ama molto improvvisare numeri musicali, non sempre con buoni risultati. È inoltre molto agile e ingegnosa; spesso "esce dagli schemi", rompendo la cosiddetta quarta parete e creando situazioni che di norma non potrebbero verificarsi. Ha tre sorelle: Limestone, Maud e Marble. Ella rappresenta l'elemento della risata.

### Rainbow Dash
Voce originale: Ashleigh Ball
Voce italiana: Federica Valenti (voce), Renata Bertolas (canto, st. 1; 3), Rossella Contu (canto, st. 5)
Una pegasus pony dal colore azzurro e la chioma color arcobaleno. È la figlia di Bow Hothoof e Windy Whistles di Cloudsdale. Si occupa con gli altri pegasi di controllare il tempo atmosferico, spazzando via le nuvole o facendo piovere a seconda della necessità. È un'abile atleta, e ama sfrecciare ad alta velocità e compiere acrobazie nel cielo. Piuttosto spavalda e molto coraggiosa, adora mettersi in mostra per dimostrare a tutti di essere la migliore, benché tenda a reagire male di fronte a una sconfitta. Ama leggere i libri sulle avventure dell'eroina Daring Do, anche se lo fa di nascosto per non essere etichettata come una secchiona. Amante delle burle, sa tuttavia dimostrarsi molto leale e affidabile nel momento del bisogno. Vive in una casa di nuvole sopra Ponyville, e riesce ad entrare nella squadra dei Wonderbolts, i migliori aviatori di tutta Equestria. Ella rappresenta l'elemento della lealtà.

### Rarity
Voce originale: Tabitha St. Germain (voce), Kazumi Evans (canto)
Voce italiana: Camilla Gallo (voce, st. 1-6; 8-9), Chiara Francese (voce, st. 7) e Greta Bortolotti (canto, st. 1-6; 9)
Una unicorn pony dal colore bianco e la chioma viola. Gestisce la Carousel Boutique, una sartoria di Ponyville, e sogna di sfondare un giorno come stilista. È estremamente sofisticata e perfezionista, oltre a essere un tantino schizzinosa nei confronti dello sporco e del disordine, e spesso si comporta in modo piuttosto teatrale. D'altra parte, sotto la sua maschera di superficialità, Rarity dimostra spesso di essere davvero saggia e generosa. Oltre a essere un'abile stilista, ella possiede il potere di scovare grazie alla propria magia le gemme nascoste nel sottosuolo (che usa come decorazioni per i suoi abiti). Ha una sorellina di nome Sweetie Belle e una gatta di nome Opalescence. Ella rappresenta l'elemento della generosità.

### Spike
Voce originale: Cathy Weseluck
Voce italiana: Tania De Domenico
Un cucciolo di drago che fa da assistente a Twilight nelle sue mansioni e la segue ovunque nelle sue avventure. È in grado di sputare un fuoco magico di colore verde, con il quale è in grado di spedire e ricevere le lettere che Twilight e Princess Celestia si scambiano di frequente, ma anche di bruciare oggetti o cuocere pietanze. Pur essendo un drago, Spike è privo di ali, e i suoi modi civilizzati lo differenziano dal resto dei draghi visti nel corso della serie, i quali si mostrano come creature rozze, selvagge e violente.
Spike ha un carattere gioviale e positivo, spesso incline al sarcasmo. È letteralmente ghiotto di gemme e ha una cotta, non tanto segreta, per Rarity.

## Ponyville: Castello dell'amicizia
Il Castello dell'amicizia è la residenza reale di Princess Twilight Sparkle. Nato a seguito dell'apertura dello scrigno misterioso fiorito dall'Albero dell'armonia, sorge poco fuori Ponyville. Il suo salone principale contiene sei troni di cristallo, uno per ciascuno degli Elementi, e la Cutie-mappa.

### Starlight Glimmer
Voce originale: Kelly Sheridan
Voce italiana: Debora Magnaghi (voce, 5×1-5×2), Beatrice Caggiula (voce, 5×25+) e Silvia Pinto (canto, st. 5-6)
Unicorn pony dal manto viola e la criniera viola e azzurra, figlia di Firelight di Sire's Hollow. È ossessionata dall'idea che tutti i pony debbano essere uguali per essere amici, e che pertanto debbano rinunciare al proprio cutie mark assieme ai loro talenti. Starlight è stata in grado di convincere gli abitanti del proprio villaggio ad assecondare la propria filosofia, e a sostituire per mezzo di un incantesimo i loro cutie mark con un simbolo comune di uguaglianza. Quando Twilight Sparkle e le sue amiche fanno visita alla cittadina, Starlight riesce a privare anch'esse del cutie mark e a trattenerle contro la loro volontà nel tentativo di coinvolgerle nel suo disegno egualitario. Quando però Fluttershy rivela ai cittadini che Starlight aveva serbato il proprio cutie mark a insaputa di tutti — truccandolo in modo da farlo sembrare come tutti gli altri — i suoi concittadini le si rivoltano contro e si affrettano a riappropriarsi dei propri cutie mark, volgendola alla fuga.
Starlight fa il suo ritorno in occasione di una conferenza sulla magia dei cutie mark tenuta da Twilight a Canterlot. Dopo la conferenza, l'unicorno si fa trovare nella sala principale del castello di Twilight, dove, con l'utilizzo di una pergamena recante un incantesimo originariamente ideato da Star Swirl, crea un portale che le permette di viaggiare indietro nel tempo. Con costernazione di Twilight e Spike, il piano di Starlight consiste nell'impedire alla giovane Rainbow Dash di effettuare il suo primo arco-boom sonico, al quale la futura amicizia tra Twilight e le sue amiche era indissolubilmente vincolata. Dopo molti sforzi — e viaggi spaziotemporali — da parte di Twilight, Starlight si deciderà a rivelare a quest'ultima che il motivo per il suo odio verso i cutie mark deriva da un'esperienza traumatica della sua infanzia, in cui il suo migliore amico Sunburst, dopo aver scoperto il proprio talento per la magia, aveva lasciato per sempre la loro città natale per studiare magia a Canterlot. A questo punto, Twilight, dopo aver mostrato a Starlight le conseguenze potenzialmente catastrofiche delle sue alterazioni del passato, riesce a persuaderla a provare a coltivare nuove amicizie, offrendole la propria e quella delle sue amiche. Inoltre, riconoscendo le eccezionali capacità magiche di Starlight, si dichiara disponibile a impartirle i propri insegnamenti.
A seguito di ciò, Starlight prende residenza nel castello di Twilight, e quest'ultima si assume il compito di formarla con un programma di lezioni d'amicizia da lei creato. Questa trasformazione di Starlight culmina nel ruolo da lei ricoperto in occasione del ritorno di Queen Chrysalis, il cui piano di conquistare Equestria soggiogando le Principesse e le portatrici degli Elementi viene sventato grazie a un'improbabile alleanza tra Discord, Trixie, Thorax il mutante e Starlight Glimmer, che assume in quella circostanza il ruolo di leader. Il successo della loro missione d'infiltrazione nella tana di Chrysalis conduce alla trasformazione collettiva dei mutanti in una loro forma più adatta alla convivenza con le altre specie d'Equestria, e nel riconoscimento di Thorax da parte di Princess Celestia come loro nuovo re.
Per questo motivo, istigata da Discord, e avendo consultato Celestia in merito alla difficile decisione, Twilight annuncia a Starlight che è riuscita a diplomarsi, e di non aver più lezioni di amicizia da impartirle. Ciononostante Twilight, benché inizialmente si fosse decisa a mandar via Starlight così come Princess Celestia aveva fatto con lei, stabilisce infine di continuare a tenerla al suo fianco a Ponyville. A riprova della fiducia da lei ormai nutrita per l'ex-allieva, Twilight decide di assegnare a Starlight il counseling degli studenti della neo-inaugurata Scuola di amicizia a Ponyville, e successivamente, costretta ad assentarsi da Ponyville per qualche giorno, le affida addirittura la direzione della scuola. Infine, in vista della propria incoronazione a principessa di Equestria, Twilight cede a Starlight il proprio ruolo permanente di preside della Scuola.
Nel corso del suo apprendistato alla magia dell'amicizia, Starlight stringe un forte legame di amicizia con Trixie, e le due si aiuteranno spesso vicendevolmente a superare le proprie debolezze e insicurezze. Nel corso della nona stagione, diventerà preside alla Scuola di Amicizia.

## Ponyville: Angolo Zuccherino
L'Angolo Zuccherino (Sugarcube Corner in originale) è una pasticceria e panetteria di Ponyville gestita dai coniugi Cake; vi lavora anche Pinkie Pie, che alloggia al piano superiore dell'edificio. Esteriormente, l'edificio presenta un design molto particolare: il tetto sembra coperto di cacao e panna montata, e l'attico ha la forma di una tortina.

### Cake
Sig. Carrot Cake e Sig.ra Cup Cake
Voce originale: Brian Drummond e Tabitha St. Germain
Voce italiana: Luca Bottale, Gianluca Sambataro (canto) e Lorella De Luca, Marisa Della Pasqua (canto)
Due pony di terra sposati di mezz'età che gestiscono l'Angolo Zuccherino: il signor Cake ha coda e criniera arancioni, manto giallo e occhi verdi, le lentiggini e la mascella prominente; la signora Cake (Chiffon Swirl da nubile) ha coda e criniera rosa chiaro e scuro, manto azzurro e occhi rosa brillante; entrambi indossano accessori unici (il signor Cake un grembiule, un cappello e un farfallino; la signora Cake orecchini, un vestito e una cintura). Pur non essendo suoi parenti, i signori Cake amano Pinkie come una figlia. Nella seconda stagione la signora Cake partorisce due figli, Pound e Pumpkin.
Pound e Pumpkin Cake
I piccoli figli (gemelli) dei Cake, una unicorn pony femmina (Pumpkin) e un pegasus pony maschio (Pound): il signor Cake spiega che i piccoli hanno ereditato la razza da alcuni loro antenati, piuttosto che dai genitori (il che spiega perché non siano pony di terra). I due si dimostrano molto precoci nell'usare le loro abilità (volare e usare la magia), mettendo in difficoltà la loro ponysitter provvisoria Pinkie Pie.

## Ponyville: Giardino Dolci Mele
Il Giardino Dolci Mele (Sweet Apple Acres in originale) è la fattoria gestita e abitata da Granny Smith, Big McIntosh, Applejack e Apple Bloom. È situata alla periferia di Ponyville, e vi si coltivano principalmente meli, benché non manchino coltivazioni di grano e carote; vi si allevano anche animali come maiali, pollame e pecore. Vi si tiene annualmente la Fiera della Sorellanza (Sisterhooves Social in originale).

### Big Macintosh
Voce originale: Peter New
Voce italiana: Mario Scarabelli (voce, s. 1-4), Lorenzo Scattorin (voce, st. 5), Diego Baldoin (voce, st. 6+), Luca Sandri (canto)
Il fratello maggiore di Applejack ed Apple Bloom, spesso chiamato semplicemente Big Mac. Il suo nome deriva dall'omonima varietà di mele. È un robusto stallone rosso dalla criniera arancione e gli occhi verdi, e porta sempre un collare da traino; il suo cutie mark rappresenta una mela verde tagliata a metà. Big McIntosh è un tipo molto tranquillo e di poche parole, e — salvo rare occasioni — si esprime abitualmente con un laconico «Eeeh già» o «Eeeh no» (in originale: Eeyup, «sì» o Nope, «no»). Questa caratteristica è nata in lui a seguito di una disavventura causata, almeno in parte, dal suo ignorare il parere di Applejack riguardo alla gestione della fattoria, che gli ha insegnato a parlare di meno e ascoltare di più.
Complice il suo temperamento silente, Big Mac si fa qualche scrupolo a esternare i suoi sentimenti; ciononostante, in un'occasione rivela alla sorella Apple Bloom che gli mancano i giorni in cui veniva visto da lei come una figura di riferimento, prima di essere soppiantato da Applejack, divenuta l'eroina della famiglia in conseguenza della sua investitura come uno degli Elementi dell'armonia.
A scapito dello sventato tentativo delle Crusaders di avvicinarlo alla maestra Cheerilee con un filtro d'amore, Big Mac s'innamora invece di Sugar Belle di "Our Town". Dopo essersi conteso l'amata con un rivale di nome Feather Bangs, anche grazie all'aiuto delle Crusaders, Big Mac riesce a vincere il favore di Sugar Belle, e tra i due nasce una relazione, che culminerà nel loro matrimonio.

### Granny Smith
Voce originale: Tabitha St. Germain
Voce italiana: Graziella Porta e Jenny De Cesarei (da giovane)
La nonna di Applejack, Apple Bloom e Big McIntosh; a causa della sua età avanzata sembra avere la testa fra le nuvole ed essere un po' svampita. Lei e la sua famiglia hanno avuto un ruolo importante nella fondazione di Ponyville, dato che la città è nata a seguito dello stabilimento del Giardino Dolci Mele da parte degli Apple, a causa della gran quantità di pony che giungevano ivi per assaggiare la marmellata di Zap Apples da loro preparata. Il suo nome deriva dall'omonima varietà di mele.

### Bright McIntosh
Voce originale: Bill Newton
Voce italiana: Ruggero Andreozzi e Marta Lucini (da puledro)
Il padre di Applejack, Apple Bloom e Big McIntosh. Marito di Buttercup della famiglia Pear, compare esplicitamente assieme a quest'ultima all'interno dei ricordi, rievocati su richiesta dei giovani Apple, da alcuni loro vecchi conoscenti (Goldie Delicious, Burnt Oak, la Sig.ra Cake e il Sindaco), benché sia possibile intravederlo in precedenza in un sogno di Applejack. Bright è un pony di terra di grossa stazza, al pari di Big Mac; il suo schema di colori è simile a quello di Apple Bloom, eccetto gli occhi verdi, e il suo cutie mark è metà di una mela verde con una stella a cinque punte al centro.
La perenne assenza di Bright e Buttercup da Ponyville, nonché alcuni indizi presenti in altri episodi, rendono verosimile che siano entrambi deceduti; questa interpretazione è stata inoltre corroborata dalla character designer Kora Kosicka.

### Pear Butter
Pear "Buttercup" Butter
Voce originale: Felicia Day
Voce italiana: Valentina Pallavicino
La madre di Applejack, Apple Bloom e Big McIntosh, e la moglie di Bright McIntosh. È una pony di terra di colore arancione, con gli occhi azzurri e il cutie mark di un barattolo di marmellata. Il vezzeggiativo Buttercup, inventato da Bright e in seguito adottato da tutti gli altri, è il nome con cui era rimasta nota da sempre ai suoi figli, lasciati all'oscuro riguardo alle sue origini per la maggior parte della loro vita, almeno fino al ritorno di Grand Pear a Ponyville.
Appartenente alla famiglia Pear, le viene fatto divieto dal padre Grand Pear di frequentare l'amato Bright a causa della rivalità presente tra le due famiglie, concorrenti nella produzione e nello smercio di frutta a Ponyville. Quando Grand Pear decide di lasciare Ponyville con l'intera famiglia per cercare fortuna a Vanhoover, Buttercup accetta la proposta di Bright di sposarlo immediatamente in gran segreto, avendo il Sindaco come celebrante e la Sig.ra Cake e Burnt Oak come testimoni. Per questo motivo, Buttercup viene rinnegata dal padre e dal resto della famiglia Pear, entrando invece a far parte della famiglia Apple.
Al pari del marito, è probabile che Pear Butter sia deceduta (vedi sopra).

## Ponyville: scuola

### Cutie Mark Crusaders
Cutie Mark Crusaders (lett. «Crociati del Cutie Mark») è il nome del club fondato dalle giovani puledre Apple Bloom, Scootaloo e Sweetie Belle, rispettivamente un'earth, pegasus e unicorn pony; essendo tutte e tre prive di cutie mark (il simbolo che compare sui fianchi di un pony quando esso scopre che cosa lo renda speciale), le tre si riuniscono regolarmente con l'obiettivo di scoprire il proprio talento, dandosi da fare in ogni tipo di prova con lo scopo di "forzare" il loro cutie mark a comparire.
Oltre alle tre fondatrici, il Club conta tra i suoi membri Babs Seed, la giovane cugina di Apple Bloom proveniente da Manehattan, almeno fino al momento in cui Babs ottiene il proprio cutie mark, nonché il grifone Gabby.
Ironicamente, le tre Cutie Mark Crusaders originali riusciranno a ottenere il proprio cutie mark proprio quando decideranno di smettere di provare a ottenere a tutti i costi il proprio cutie mark, e di aiutare invece gli altri pony a trovare la propria vocazione.

#### Apple Bloom
Voce originale: Michelle Creber
Voce italiana: Lorella De Luca
La sorella minore di Applejack, una piccola earth pony di colore giallo, con gli occhi arancioni e la criniera rossa. Inizialmente si trova in imbarazzo rispetto alle compagne della sua età, in quanto unica nella sua classe a non aver ancora acquisito il cutie mark; quando però incontra Scootaloo e Sweetie Belle, anch'esse "fianchi bianchi" (blank flanks, cioè prive di cutie mark), decide di formare con loro il club delle Cutie Mark Crusaders per aiutarsi a vicenda a ottenere il tanto agognato simbolo di bellezza. Ha un carattere vivace e testardo, e una buona abilità nei lavori manuali. Inoltre nella quinta stagione ottiene il suo cutie mark.

#### Scootaloo
Voce originale: Madeleine Peters
Voce italiana: Martina Felli, Renata Bertolas (canto, st. 1-3)
Scootaloo è una piccola pegasus pony di colore arancione, con gli occhi viola e la criniera fucsia. È figlia del pony di terra Snap Shutter e della pegasus pony Mane Allgood, due avventurieri sempre in giro per il mondo per studiare piante e animali esotici, e per questo motivo costantemente assenti da Ponyville. Appartiene al trio delle Cutie Mark Crusaders, ed è una grande ammiratrice di Rainbow Dash: in un'occasione, Scootaloo confida a Rainbow Dash che vorrebbe trattarla come una sorella maggiore, e Rainbow si dichiara disponibile a «prenderla sotto la sua ala». Ha un innato talento nel compiere acrobazie sul suo monopattino ed è abile nella danza acrobatica; attiva e vitale, si comporta spesso da maschiaccio, e detesta le cose troppo sdolcinate. Una sua caratteristica è che, malgrado i suoi sforzi, non è mai riuscita a volare, forse a causa delle ali poco sviluppate, al punto che non la vediamo volare nemmeno nella sua forma adulta.
Nella quinta stagione ottiene il suo cutie mark.

#### Sweetie Belle
Voce originale: Claire Corlett, Michelle Creber (canto, st. 1-3)
Voce italiana: Sabrina Bonfitto, Vera Calacoci (canto, st. 1-3)
È la sorella minore di Rarity, una piccola unicorn pony di colore bianco, con gli occhi verdi e la criniera rosa e viola. Ammira molto la sorella, e cerca spesso di imitarla (senza troppo successo), anche se a volte le due tendono a litigare, soprattutto a causa del diverso carattere: mentre Rarity è solita comportarsi in modo elegante e signorile, Sweetie Belle non si fa problemi a "sporcarsi gli zoccoli" assieme alle amiche; inizialmente, questo causa l'allontanamento delle due, ma successivamente esse imparano a venire a compromessi e a passare del tempo assieme.
Sweetie Belle è portata per il canto, ma non ama cantare davanti al pubblico; è anche piuttosto imbranata nel lavoro manuale.
Nella quinta stagione ottiene il suo cutie mark.

### Cheerilee
Voce originale: Nicole Oliver
Voce italiana: Jasmine Laurenti
L'insegnante della classe frequentata dalle Cutie Mark Crusaders. È un pony terrestre dal colore fucsia e la chioma rosa ed è molto gioviale coi suoi allievi; il suo cutie mark sono tre fiori sorridenti, e rappresentano la sua speranza di aiutare i giovani pony a «sbocciare grazie alla conoscenza» e di trasmettere loro «la gioia per lo studio». In una circostanza, lei e Big McIntosh cadono vittima di una pozione d'amore e diventano inseparabili, finché l'effetto del preparato non svanisce; prima di avere assunto la pozione, Cheerilee afferma che Big McIntosh è un suo «buon amico».

### Diamond Tiara
Voce originale: Chantal Strand
Voce italiana: Deborah Morese, Martha Rossi (canto)
Una pony in età scolare che frequenta la stessa classe di Apple Bloom; il suo manto è rosa, ha gli occhi blu e la criniera e la coda striate di viola e bianco. Diamond Tiara ha un carattere piuttosto altezzoso e, assieme all'amica Silver Spoon, è solita vantarsi del proprio cutie mark (una coroncina di diamanti, come indica il suo nome) e prendere in giro i "fianchi bianchi" che ne sono privi; il bersaglio preferito delle due è Apple Bloom.
Per un limitato periodo, Diamond Tiara è caporedattore del giornale della scuola, il Corriere dei Puledrini (Foal Free Press in originale), che gestisce in modo autoritario e deciso; ritenendo privi di interesse gli articoli pubblicati dal giornale sotto la gestione del precedente caporedattore Namby-Pamby (il cui nome significa lett. «sdolcinato»), ella richiede ai suoi giornalisti articoli «piccanti», allo scopo di incrementare la notorietà del Corriere, e istiga a tale indirizzo anche le Cutie Mark Crusaders, che si erano unite al team di giornalisti nella speranza di ottenere il cutie mark. Per questo motivo, e avendo constatato l'eccessiva libertà di cui si era avvalsa la puledra nella gestione del giornale, Cheerilee decide successivamente di deporre Diamond Tiara dall'incarico, il quale viene assegnato a Featherweight.
Pur dopo una così lunga inimicizia con le Cutie Mark Crusaders, Diamond comprende proprio grazie al loro aiuto che il talento di indurre i pony a eseguire la propria volontà può essere usato a beneficio del prossimo, e decide d'impegnarsi ad aiutare gli altri anziché prevaricarli nel continuo tentativo di riaffermare il proprio status, come sua madre Spoiled Rich si era sempre aspettata da lei.

### Featherweight
Un giovane pegaso di colore marrone molto chiaro, con gli occhi e la criniera marroni; acquisisce il proprio cutie mark, una piuma, nell'episodio stesso in cui compare, provocando il disappunto di Sweetie Belle. Egli lavora per il Corriere dei Puledrini, il giornale della scuola, in qualità di fotografo, ed è lui a scattare le fotografie per gli articoli delle "Gomme da chiacchierare". Dopo aver sollevato dal proprio incarico di caporedattore Diamond Tiara, Cheerilee promuove Featherweight a tale incarico.

### Silver Spoon
Una pony in età scolare, compagna di classe di Apple Bloom. Il suo cutie mark, da cui prende nome, è un cucchiaio d'argento; Silver Spoon ha il manto grigio, criniera e coda d'argento e occhi viola; inoltre, porta una collana e un paio di occhiali azzurri. Ella condivide in parte il carattere di Diamond Tiara, spalleggiandola nel prendere in giro i pony (in particolare Apple Bloom), anche se emerge chiaramente che tra le due è Diamond Tiara la leader. Ciononostante, in occasione del "Giorno di Apprezzamento della Famiglia", Silver Spoon si mostra genuinamente entusiasta della storia di Granny Smith, ed è la prima ad applaudire, malgrado fino a poco prima avesse sostenuto Diamond Tiara nel ridicolizzare la vecchia pony per il suo comportamento insolito.

### Snips e Snails
Due giovani unicorni che si vedono spesso in compagnia a Ponyville; Snips è basso, paffutello e iperattivo, mentre Snails è più alto e decisamente poco sveglio: i loro cutie mark sono rispettivamente, come suggeriscono i loro nomi, un paio di forbici e una chiocciola.
Nella loro prima apparizione significativa, i due diventano ferventi ammiratori della Grande e Formidabile Trixie, credendo che sia stata in grado di sconfiggere un'Ursa Major, e arrivano a scatenarne involontariamente un cucciolo contro Ponyville nella speranza di assistere alla stupefacente magia del sedicente unicorno. Successivamente, i due partecipano a un concorso per giovani talenti e vincono il premio per il miglior numero di magia; prendono anche parte al fan club di Rainbow Dash fondato da Scootaloo, parlando in modo entusiasta del pegaso.
Snails possiede un talento naturale come portiere nello sport del «buckball», e rappresenta la città di Ponyville (assieme a Fluttershy e Pinkie Pie) in una sfida contro la squadra di Appleloosa.

### Tender Taps
Un pony di terra in età scolare, dotato ballerino, ma incapace di esibirsi in pubblico. Viene aiutato da Apple Bloom e dalle altre Crusaders a superare la sua paura da palcoscenico, il che lo porterà ad acquisire il suo cutie mark.

### Twist
Una compagna di classe di Apple Bloom, una pony di terra. Distinguibile dai suoi occhiali e la chioma rossa. Nella puntata L'importanza del Cutie Mark Apple Bloom avrebbe voluto andare con lei ad una festa per non essere l'unica senza cutie mark, ma alla piccola pony proprio quel giorno ne compare uno, rendendo Apple Bloom inconsolabile.

## Ponyville: Scuola di amicizia
La Scuola di amicizia (School of Friendship) è una scuola aperta da Twilight Sparkle all'inizio dell'ottava stagione gestita da lei con le sue amiche come insegnanti, si trova nei pressi del castello dell'amicizia. Questa scuola ha il compito di insegnare l'amicizia non solo ai pony ma anche alle altre creature presenti in Equestria.

### Cozy Glow
Una pegasus pony di età scolare che frequenta inizialmente la Scuola di amicizia di Princess Twilight. Ha il manto e gli occhi rosa, e la coda e la criniera azzurre e a boccoli; il suo cutie mark è una torre degli scacchi. Nella sua prima apparizione, Cozy fa amicizia con le Cutie Mark Crusaders e chiede loro di aiutarla a superare un esame sull'amicizia, ma finisce con il fallirlo apposta nella speranza che la preside Twilight, preso nota della cattiva istruzione delle Crusaders, permetta loro di iscriversi alla Scuola come era loro desiderio. Quando il piano fallisce, Cozy confessa il suo stratagemma a Starlight Glimmer, addetta all'orientamento degli studenti nella Scuola di amicizia.
Nella sua successiva apparizione significativa, Cozy, accortasi che gli "Young Six" stanno avendo a loro volta difficoltà a preparare un esame di amicizia, si offre di prestar loro i suoi appunti, ma formulando il suo discorso in modo da instillare in loro il dubbio di non essere all'altezza in quanto l'amicizia è prerogativa naturale dei pony, e non delle altre razze. Quando però i sei vengono sottoposti a un test da parte dell'Albero dell'armonia per determinare la loro attitudine all'amicizia, Cozy viene da essi informata della presenza dell'Albero proprio al di sotto della Scuola.
Nel finale dell'ottava stagione, Cozy Glow rivela infine la sua vera indole manipolatrice e irritabile. Dopo che un evento inspiegato ha iniziato a causare la scomparsa di tutta la magia in Equestria, e Twilight e le amiche sono partite alla volta del Tartaro nel sospetto che Lord Tirek sia coinvolto, Cozy intrappola Starlight Glimmer con il potere di sei artefatti appartenuti un tempo ai Pilastri di Equestria e annuncia al resto della scuola di essere stata nominata da Twilight sostituta preside. Quando però il presidente Neighsay fa la sua comparsa nella Scuola e prende il controllo della situazione, Cozy è costretta ad allearsi temporaneamente con lui. Di lì a poco, Sandbar e le Crusaders, addentratisi di nascosto nelle grotte al di sotto della Scuola, vi scoprono Starlight Glimmer tenuta prigioniera in una sfera di magia, mentre Cozy tiene un monologo in cui rivela i suoi piani di diventare "imperatrice dell'amicizia". Nel frattempo, Twilight e le altre, intrappolate nel Tartaro, vengono a sapere da Tirek stesso che è stato lui a istruire Cozy Glow su come far scomparire la magia di Equestria, per vendicarsi della sua sconfitta. Cozy intanto riesce a sollevare una rivolta degli studenti contro Neighsay, che finisce incatenato, mentre lei torna a mettersi a capo della Scuola. Poco dopo, gli "Young Six" giungono allo scontro decisivo con Cozy e il resto degli studenti, finendo dapprima intrappolati assieme a Starlight, ma riuscendo poi a liberarsi grazie al potere dell'Albero dell'armonia, incanalato dalla loro amicizia, che annulla l'effetto degli artefatti di Cozy Glow e fa ritornare la magia in tutta Equestria. A questo punto, Twilight interroga Cozy circa il motivo delle sue azioni, e quest'ultima, del tutto impenitente, risponde di voler sfruttare l'amicizia come strumento di potere, prima di tentare la fuga. Viene però arrestata e imprigionata nel Tartaro, a fianco di Tirek.
Durante la sua permanenza nel Tartaro, Cozy acquista maggiore familiarità con Tirek, di cui condivide il desiderio di vendetta, fino a che — improvvisamente — entrambi vengono trasportati magicamente in un antro sconosciuto. Si scopre che a liberarli è stato "Grogar", che in occasione del suo ritorno ha deciso di unire le forze con loro due, la Regina Chrysalis e il Re Sombra per conquistare Equestria. In seguito, Cozy si allea segretamente con Tirek e Chrysalis ai danni di Grogar, ritenuto troppo potente perché lo si lasci agire indisturbato.
Grazie al potere della campana magica di Grogar, Cozy ottiene temporaneamente enormi poteri magici che le fanno assumere la forma di un alicorno. Sconfitta però infine dalla magia combinata degli studenti, dei Pilastri e degli Elementi, Cozy tornerà a essere un pegaso, poco prima che le venga comminata la condanna definitiva di Celestia: essere tramutata in una statua di pietra assieme a Tirek e a Chrysalis, come suggerito da Discord.

### Young Six
Il nome con cui sono talvolta collettivamente chiamati Gallus il grifone, Ocellus la mutante, Sandbar il pony di terra, Silverstream l'ippogrifo, Smolder la dragonessa e Yona la yak, studenti della Scuola di amicizia e personaggi principali a partire dall'ottava stagione della serie.

#### Gallus
Gallus è un grifone maschio caratterizzato dal manto blu e gli occhi azzurri. È uno studente della Scuola di amicizia. Alla fine della serie, entra a far parte della guardia reale di Canterlot.

#### Ocellus
Ocellus è una mutante caratterizzata dal manto azzurro chiaro, ed è una studentessa della Scuola di amicizia.

#### Sandbar
Sandbar è un pony di terra caratterizzato dal manto color verdognolo, e la criniera, la coda e gli occhi verde acqua. È uno studente della Scuola di amicizia.

#### Silverstream
Silverstream è una femmina di ippogrifo caratterizzata dal manto violaceo, gli occhi viola e i capelli azzurrini. È figlia di Sky Beak e Ocean Flow, sorella maggiore di Terramar, e studentessa presso la Scuola di amicizia.

#### Smolder
Smolder è una femmina di drago caratterizzata dal manto arancione, gli occhi azzurri e i capelli viola. È la sorella minore di Garble e studentessa della Scuola di amicizia.

#### Yona
Yona è una yak e una studentessa della Scuola di amicizia. Nel finale della serie, diventerà impiegata alla Carousel Boutique di Rarity.

## Ponyville: altri

### Sindaco
Il sindaco di Ponyville, una earth pony dal manto cachi, gli occhi blu e la criniera grigia (anche se, come si scopre nella seconda stagione, il suo colore naturale è il fucsia); porta un paio di occhiali, un colletto e un ornamento verde al collo, e il suo cutie mark è un documento arrotolato con un nastro blu. Il nome del sindaco non viene mai rivelato, a meno che non sia proprio "Sindaco" (in originale Mayor; in due occasioni, ella viene chiamata Miss Mayor). Il Sindaco compare diverse volte, spesso tenendo discorsi in occasioni importanti, come la "Festa del Sole d'Estate", la cerimonia in onore di Applejack, il giorno della "Chiusura dell'Inverno", la "Notte degli Incubi", la festa in onore di Cuore d'Oro e il matrimonio tra Cranky e Matilda.
Il Sindaco è la maggiore autorità della città di Ponyville, benché naturalmente inferiore a quella delle principesse Celestia e Luna; ella sovrintende, oltre all'organizzazione delle varie celebrazioni, anche alla gestione dei fondi della città. Benché solitamente pacata e gioviale, manifesta una certa irritazione in occasione della Chiusura dell'Inverno, rimproverando i pony per il ritardo che stavano accumulando e per la disorganizzazione generale.

### Bulk Biceps
Un pegaso dal manto bianco e la criniera bionda, contraddistinto dall'enorme stazza e massa muscolare accompagnate tuttavia da un paio d'ali insolitamente minute. Ha gli occhi rossi e un manubrio come cutie mark; porta un anello dorato su ciascun orecchio. Appare per la prima volta nella seconda stagione nel ruolo di comparsa, per poi figurare nella terza stagione tra gli aspiranti Wonderbolts assieme a Rainbow Dash e Lightning Dust. Nella quarta stagione viene promosso a personaggio secondario quando Rainbow lo sceglie per rappresentare Ponyville ai Giochi d'Equestria, assieme a lei stessa e a Fluttershy (questa è anche l'occasione in cui viene rivelato il nome del pegaso). Durante l'episodio, emerge che Bulk, a causa delle ali sproporzionatamente piccole, non è particolarmente ferrato nel volo.
Viene in seguito rivelato che Bulk lavora part-time come massaggiatore presso il centro di bellezza di Ponyville, e possiede un chiosco per vendere nocciole alla cannella.

### Burnt Oak
Un earth pony, venditore di legna da ardere in Ponyville e amico di vecchia data di Bright McIntosh. Sarà lui a rievocare ai giovani Apple il ricordo di come il padre, invaghitosi di Pear Butter, ebbe occasione di conoscerla meglio durante alcune settimane da lui trascorse a ricostruire un serbatoio d'acqua della famiglia Pear che aveva accidentalmente distrutto.

### Cranky
Cranky Doodle Donkey
Un asino trasferitosi da poco a Ponyville; fedele al suo nome (in inglese cranky si può tradurre con «scontroso»), Cranky è inizialmente burbero e poco incline a fare nuove amicizie, come scopre Pinkie quando va a dargli il benvenuto. Ritenendo inaccettabile non riuscire a diventare amica di qualcuno, Pinkie fa di tutto per far sorridere lo scorbutico Cranky, e così facendo scopre che l'asino ha girato per tutta Equestria alla ricerca della propria amata, ma si è infine arreso e ha deciso di vivere una vita tranquilla e solitaria a Ponyville. Quando Pinkie riesce a rintracciare colei che Cranky andava cercando — Matilda, che risiedeva in Ponyville — questi finalmente sorride, e accetta l'amicizia di Pinkie, senza pur rinunciare alla propria riservatezza. Nella quinta stagione si sposerà proprio con Matilda.

### Derpy
Derpy / Muffins
Una pegasus pony usata in modo ricorrente come pony di background; è grigia di manto, con la criniera e la coda bionde e gli occhi gialli, e il suo cutie mark sono sette bolle. Il pegaso è divenuto famoso fin dal primo episodio poiché, a causa di un errore di animazione (o forse per uno scherzo di un animatore), compariva con gli occhi incrociati; i fan della serie hanno iniziato a riferirsi a lei come "Derpy Hooves" (dalla parola inglese derp), e tale nome si è diffuso rapidamente attraverso internet fino a essere conosciuto da tutto il fandom online.
Gli animatori dello show hanno in seguito iniziato ad adoperare il medesimo nome, e a far comparire il pegaso in quasi ogni puntata e quasi sempre con gli occhi incrociati, come ammiccamento al fandom. Derpy è spesso presentata come un pegaso strambo e a volte pasticcione, spesso facendo capolino da posti impensabili (ad esempio un pozzo o un pollaio) e in un'occasione facendo precipitare dal cielo una serie di oggetti che stava caricando su un camion volante; nella seconda stagione, Rainbow Dash si riferisce a lei chiamandola esplicitamente Derpy, e il pegaso stesso pronuncia diverse frasi.
La doppiatrice originale Tabitha St. Germain (già doppiatrice di Rarity, Luna, Granny Smith e altri personaggi) ha affermato di aver doppiato il personaggio «senza alcun intento offensivo». Ciononostante, sono nate alcune controversie in merito al nome e al comportamento del personaggio: l'episodio è divenuto irreperibile su iTunes nove giorni dopo la messa in onda, pur rimanendo disponibile sul sito di Hasbro, da cui non è giunto alcun comunicato ufficiale in merito all'accaduto. Verso fine febbraio, l'episodio è stato caricato nuovamente su iTunes, ma in una versione modificata: il nome di Derpy è stato omesso, alcune espressioni facciali tipiche del personaggio sono state "corrette" e la voce è stata cambiata per risultare più "normale". Ad ogni modo, nel DVD Friendship Express l'episodio compare nella sua versione originale, e il nome di Derpy è menzionato nelle trasposizioni in italiano, in francese e in russo dell'episodio.
Pochi giorni dopo l'uscita dell'episodio modificato, la sceneggiatrice dell'episodio Amy Keating Rogers ha fatto luce sulla storia della "scena incriminata" in una lettera di risposta a un fan su Tumblr, spiegando che in origine in personaggio si sarebbe dovuto chiamare Ditzy Doo (nome alternativo con cui Derpy era già nota in precedenza al fandom), e che le era stato chiesto di cambiare il nome come «ammiccamento ai fan». Ha anche specificato che il termine derpy si sarebbe dovuto intendere nel senso di «impacciata», «maldestra» («klutzy», «clumsy»), e non come termine offensivo; tuttavia, la scelta di omettere il nome nella versione successiva dell'episodio, ha spiegato Rogers, «spettava a Hasbro e a The Hub».
Le comparse di Derpy, frequenti nella prima e nella seconda stagione, diventano quasi nulle nella terza stagione. Nella quarta stagione, Derpy fa il suo ritorno in occasione dell'episodio Rainbow Falls, in cui riveste un ruolo di un certo rilievo (pur senza pronunciare frasi) come potenziale sostituta di Rainbow per rappresentare la città di Ponyville ai Giochi d'Equestria. Dopo quell'episodio, le comparse di Derpy tornano a essere frequenti nella serie.
Nella quinta stagione assume un ruolo da co-protagonista in un episodio quando Cranky e Matilda vogliono organizzare il loro matrimonio e sposarsi. Nei titoli di coda dell'episodio, ella è accreditata come Muffins. Lo scrittore dell'episodio M.A. Larson ha suggerito che "Muffins" potrebbe essere un nomignolo, mentre il codirettore Jim Miller ha attribuito il cambio di nome a «ragioni legali». La versione umana di Pinkie Pie include "Muffins" nel novero delle sue amiche.

### DJ Pon-3
Un pony unicorno bianco (in realtà è di colore giallo molto chiaro) dalla chioma azzurra-blu e gli occhi magenta, caratterizzata da un paio di occhiali da sole con le lenti viola. Appare per la prima volta, per soli cinque secondi, nel ruolo di disc jockey alla (prima) sfilata organizzata da Rarity per mostrare le proprie creazioni a Hoity Toity; successivamente, compare in occasione della festa di nozze di Princess Cadance e Shining Armor, questa volta assistita da Pinkie Pie al tavolo da turntabling, e nell'episodio finale della terza stagione, come parte di un gruppo di pony radunati nell'Angolo Zuccherino. In occasione del matrimonio di Cranky e Matilda, DJ Pon-3 si occupa assieme a Octavia di comporre la canzone per la cerimonia; viene inoltre mostrato che le due pony vivono assieme a Ponyville.
Originariamente priva di nome nello show, ha ricevuto il nome di "Vinyl Scratch" e il nome d'arte "DJ Pon3" dai fan della serie; quest'ultimo nome è stato riconosciuto ufficialmente per la prima volta nel video promozionale Equestria Girls (parodia della canzone California Gurls di Katy Perry), dove Spike pronuncia la frase: « Break it down, DJ Pon-three. »; in seguito, nello spot pubblicitario There's a Pony For That (una parodia dello spot Apple There's an App For That), dove il nome è scritto "DJ Pon3"; nell'annuncio Hasbro di una serie di giocattoli esclusivi per Toys "R" Us (uscita nel tardo 2012), tra i quali è incluso anche l'unicorno, il nome è stavolta scritto "DJ Pon-3". Il nomignolo "Vinyl Scratch" è invece comparso su uno stand Hasbro al Las Vegas Licensing Expo 2012, dove è scritto "Vin̈yl Scratch". Nella serie animata, il suo nome ufficiale viene menzionato per la prima volta da Twilight Sparkle e in seguito da Rarity, confermando la pronuncia "DJ Pon-three".

### Filthy Rich
È il padre di Diamond Tiara. Il suo nome, in inglese, significa "schifosamente ricco", e in effetti il personaggio afferma che preferisce essere chiamato "Rich" piuttosto che "Filthy". Contrariamente a sua figlia, di solito è molto educato e rispettoso nei confronti degli altri pony.

### Grand Pear
Membro anziano della famiglia Pear e padre di Pear Butter (quindi nonno di Applejack), è stato un importante coltivatore e fornitore di pere a Ponyville e un grande rivale di Granny Smith, prima di trasferirsi con il resto della famiglia a Vanhoover per fondare un negozio di marmellate destinato al successo. Lasciatosi in pessimi termini con la figlia Pear Butter a causa del matrimonio di lei con Bright McIntosh della famiglia rivale Apple, farà infine ritorno a Ponyville rammaricato del proprio comportamento, riappacificandosi con Granny Smith tramite la mediazione dei nipoti.

### Little Cheese
Li'l Cheese
Il figlio di Pinkie Pie e Cheese Sandwich, di cui condivide, oltre al nome, la criniera arruffata e il colore degli occhi, per non parlare del fatto che il suo cutie mark è una fetta di cheese pie; dalla versione originale non è possibile stabilire se "little" («piccolo») sia parte del suo nome o solo un attributo.

### Matilda
Un'asina che vive a Ponyville; incontrata in occasione di un Gran Galà Galoppante da Cranky, che se ne è innamorato, è però sparita il giorno seguente lasciando una nota che Cranky non vide. Rimasta a Ponyville per gli anni a seguire, incontra di nuovo Cranky — grazie a Pinkie Pie — quando questi si trasferisce a Ponyville. È l'unica cui Cranky permette di chiamarlo con il secondo nome Doodle. Nella quinta stagione si sposerà proprio con Cranky.

### Octavia
Una pony di terra dal manto grigio e gli occhi viola; ha una chiave di violino viola per cutie mark, e porta un papillon. Suonatrice di violoncello, Octavia compare per la prima volta in occasione del Gran Galà Galoppante, e fa in seguito altre brevi comparse sullo sfondo, ma sarà solo nella quinta stagione in cui ricoprirà per la prima volta un ruolo primario, allorché Cranky Doodle e Matilda le affidano la direzione della musica per il loro matrimonio. In questa occasione, Octavia (ancora ufficialmente priva di nome) parla per la prima volta, sfoggiando un accento distintamente britannico. Si scopre inoltre che abita a Ponyville, e ha come coinquilina DJ Pon-3.
Octavia è una dei candidati esaminati da Starlight Glimmer per il ruolo di vicepreside della Scuola di amicizia, ma finisce con il ritirarsi nel timore che il lavoro le porterà via troppo tempo dalla sua carriera musicale. Questa è anche la prima e unica volta in cui Octavia viene chiamata per nome nella serie.

### Pipsqueak
Un pony giovanissimo introdotto durante la Notte degli Incubi (una festività analoga al nostro Halloween), durante la quale si traveste da pirata. Egli stesso afferma che quella è la sua prima Notte degli Incubi, e dato che questa festività ricorre una volta all'anno, se ne può inferire che il pony è nella sua prima infanzia (non si sa se Pipsqueak frequenti la scuola di Ponyville). Pipsqueak ha la particolarità di avere un manto chiazzato, mentre gli altri pony hanno prevalentemente un manto monocromatico.

### Ponytones
The Ponytones
Un ensemble vocale formato inizialmente da quattro pony: Big McIntosh, Rarity e due pony di terra chiamati Toe-Tapper, un pony dal manto bluastro, e Torch Song, una pony dal manto bianco crema e dalla criniera a strisce arancioni e fucsia. Appaiono per la prima volta nella quarta stagione, occasione in cui Big Mac, avendo perso la voce, viene rimpiazzato nel ruolo di basso da Fluttershy, la quale, grazie a una pozione di Zecora, assume una voce maschile e canta al posto suo da dietro le quinte all'insaputa del pubblico. Convinta in seguito dalle amiche a combattere la propria ansia da palcoscenico, Fluttershy accetta di unirsi ai Ponytones nel ruolo di quinta cantante, benché si esibisca esclusivamente di fronte alle amiche..

### Sweetie Drops
Agente speciale Sweetie Drops / Bon Bon
Un'earth pony dal manto panna e la criniera rosa e blu, usata ricorrentemente come pony di sfondo. In occasione dell'attacco di un bugbear a Ponyville durante i preparativi per il matrimonio di Cranky e Matilda, rivela alla migliore amica Lyra di essere stata al servizio di un'agenzia anti-mostri di Canterlot, almeno fino alla sua chiusura per ordine di Princess Celestia dopo che un bugbear era fuggito dal Tartaro. Poiché era stata Sweetie Drops a catturare il bugbear, ella è stata costretta a vivere sotto copertura a Ponyville con lo pseudonimo di Bon Bon nella speranza di eludere le ricerche del mostro. Sarà proprio Sweetie Drops ad aiutare le protagoniste a rimettere il bugbear sotto controllo e ad assicurare a Cranky e a Matilda una cerimonia tranquilla.

## Appleloosa

### Braeburn
Un earth pony di Appleloosa, cugino di Applejack; è giallo, con la criniera e la coda arancione chiaro e gli occhi verdi, e il suo cutie mark è una mela rossa (Braeburn è anche il nome di una cultivar di mele). Porta un cappello da cowboy marrone simile a quello di Applejack, e come lei parla con un accento del sud degli Stati Uniti. Si mostra inizialmente allegro ed entusiasta di mostrare alla cugina e alle altre la propria città, ma s'incupisce non appena Applejack lo informa del rapimento di Spike da parte della tribù dei bufali, preoccupandosi per la sorte degli abitanti di Appleloosa a causa dei cattivi rapporti della città con tale tribù. In seguito, si dimostra propenso a raggiungere un compromesso con Piccola Anima Coraggiosa per risolvere questa situazione, ma l'indignazione di Applejack e Rainbow Dash impedisce di raggiungere un accordo.
Braeburn è anche un giocatore di «buckball», uno sport giocato tra due squadre composte da un pegaso, un pony di terra e un unicorno ciascuna. Dopo aver provocato Applejack a una sfida tra le rispettive cittadine, Braeburn capitana il team di Appleloosa contro quello di Ponyville, il quale risulta però vincitore malgrado la recente formazione.

### Capo Zoccoli Tonanti
Il capo della tribù dei bufali vicino a Appleloosa (Chief Thunderhooves in originale). Ha la pelliccia marrone scuro e gli occhi neri, e porta un copricapo di piume di fattezze nativo americane. Nella traduzione italiana, il suo parlato contiene alcuni errori di sintassi tipicamente associati alle popolazioni esotiche (come l'uso dell'infinito al posto dell'indicativo), mentre in originale egli si esprime normalmente.
Zoccoli Tonanti dà enorme importanza alle tradizioni, dimostrandosi pronto a dichiarare guerra agli abitanti di Appleloosa se questi non avessero rimosso un frutteto che impediva ai bufali di compiere la loro tradizionale corsa annuale; giunto con la propria tribù davanti alla città, sembra inizialmente cambiare idea e voler rinunciare al conflitto, ma un irritante intervento canoro di Pinkie Pie lo fa ricredere e ordinare l'assalto. Colpito da una torta di mele (le munizioni degli Appleloosani), si accascia al suolo sconfitto, ma dopo aver assaggiato la suddetta torta si rialza e sancisce un accordo con lo sceriffo Silverstar, permettendo ai pony di coltivare le loro mele in cambio di un sentiero attraverso il frutteto e di un "tributo" a base di torte.

### Piccola Anima Coraggiosa
Una giovane bufala (Little Strongheart in originale) della tribù di Capo Zoccoli Tonanti; di color marrone chiaro, con gli occhi neri e la chioma arancione, porta una fascia piumata in fronte. A differenza di Zoccoli Tonanti, ella si esprime correttamente anche nella traduzione italiana.
Piccola Anima Coraggiosa è caratterizzata da una grande agilità, al punto di riuscire a salire sul tetto di un treno in corsa saltando dalle spalle di un bufalo salito sopra un altro bufalo, e in questa circostanza riesce anche a sfuggire a Rainbow Dash. Riconciliatasi con il pegaso, spiega a lei, a Pinkie e a Spike la situazione della propria tribù e il disagio causato loro dagli abitanti di Appleloosa, calmando Capo Zoccoli Tonanti e interrompendo le sue divagazioni; si mostra pronta a trovare un accordo con Braeburn riguardo alla situazione, ma ciò viene loro impedito da Applejack e Rainbow Dash.

### Silverstar
Sceriffo Silverstar
Lo sceriffo di Appleloosa, un earth pony marrone chiaro con la criniera marrone scuro e gli occhi azzurri; porta un cappello da cowboy nero e un paio di baffi neri, e il suo cutie mark è una stella da sceriffo a cinque punte di color argento.
Accoglie con determinazione la dichiarazione di guerra di Capo Zoccoli Tonanti, e combatte in prima linea durante la battaglia tra bufali e Appleloosani, assumendo una posa di degna rassegnazione quando Zoccoli Tonanti lo carica dopo che egli ha finito le munizioni.

### Troubleshoes Clyde
Un gigantesco pony dal manto marrone considerato da tutti un infame fuorilegge a causa dei suoi reati commessi. Egli, in realtà, è buono, ma non riesce a non fare danni a causa della sua troppa sfortuna. Le Cutie Mark Crusaders riusciranno poi a fargli capire di voler divenire clown, e, con questo, torna amico di tutti gli abitanti della città, come ha sempre voluto. È doppiato in italiano da Stefano Albertini.

## Canterlot
Canterlot è la capitale di Equestria e la sede del palazzo reale. Città natale di Twilight Sparkle, è abitata principalmente da unicorni e ospita molti membri dell'alta società del regno.

Da sinistra a destra, Princess Cadance, Princess Celestia, Princess Luna e Spike.

### Celestia
Princess Celestia
La principessa Celestia è un maestoso unicorno alato dal colore bianco e la chioma multicolore; è la regnante di Equestria, e governa condividendo il trono con sua sorella minore, la principessa Luna: il suo compito è quello di far sorgere il sole, mentre alla sorella spetta amministrare il ciclo lunare. Come la sorella, Celestia è ultramillenaria. Stando a Pinkie Pie, nel corso dell'ottava stagione ricorre il millecentoundicesimo anniversario della prima volta che Celestia ha fatto sorgere il sole.
In passato, Celestia fu sfidata dalla sorella, la quale serbava rancore per il fatto che i pony sembravano non apprezzare la bellezza della notte che ella portava, stando svegli il dì e addormentandosi la notte. Non potendo farla ragionare, e vedendo che ormai l'astio l'aveva tramutata in una creatura dell'oscurità, Celestia fu costretta a bandire la sorella sulla luna, finché questa riuscì a liberarsi mille anni dopo. Durante questo periodo, fu Celestia a occuparsi sia del sole sia della luna.
Celestia è stata la tutrice personale di Twilight Sparkle, sua più devota allieva, fino all'investitura di costei a principessa, avendone riconosciuto le potenzialità fin dal primo istante in cui l'ha vista. Ha un carattere dolce e paziente, che si riflette nel profondo amore che nutre nei confronti di ogni pony del suo regno, ed è contraddistinta da un portamento austero e regale. Ciononostante, ha dimostrato di avere anche un certo senso dell'umorismo. È spesso scortata dalle guardie regali, e adopera talvolta come mezzo di locomozione una carrozza regale trainata da quattro guardie reali pegaso.
In passato, Celestia ha adoperato gli Elementi dell'armonia insieme a Luna per sigillare Discord in una statua di pietra; tuttavia, con il passare del tempo ella ha perso la facoltà di controllare gli Elementi. Celestia e Luna hanno anche combattuto e sconfitto il malvagio unicorno Sombra, autoproclamatosi regnante dell'Impero di Cristallo, nonché Lord Tirek.
Alla fine della serie, Celestia e Luna cedono il proprio trono a Princess Twilight e vanno ad abitare a Sabbiargentate (Silver Shoals).

### Luna
Princess Luna / Nightmare Moon
La principessa Luna è un unicorno alato, sorella di Celestia. Nella seconda stagione, ella ha un manto di colore blu scuro e nero, gli occhi azzurri e la chioma blu scuro punteggiata di astri, fluente e semitrasparente sui bordi come quella di Celestia; possiede inoltre un portamento regale e una figura sovrastante e più alta della media (analogamente alla sorella). Nella sua prima apparizione, invece, la principessa ha un manto più chiaro e la criniera azzurra, ed è di media altezza.
Anticamente, come viene narrato nell'introduzione al primo episodio, la principessa regnava su Equestria insieme alla sorella maggiore, e il suo compito era far sorgere la luna e far calare la notte. Tuttavia, con il passare del tempo, Luna maturò un sentimento di rancore verso la sorella, in quanto i pony sembravano godere solo del dì portato loro da Celestia, mentre la notte la passavano addormentati. La principessa, un giorno, si ribellò a Celestia rifiutandosi di far tramontare la luna e, a causa dell'amarezza presente nel suo cuore, si trasformò in Nightmare Moon (il nome è anche scritto Night Mare Moon), «un mostro tenebroso». Celestia fu costretta ad adoperare il potere degli Elementi dell'armonia e a esiliare la sorella all'interno della luna, dove ella rimase prigioniera e in solitudine per mille anni; durante questo periodo, Nightmare Moon appariva come un'enorme figura scura sulla faccia della luna (come un mare lunare).
Nightmare Moon riesce a liberarsi dalla prigionia durante «il giorno più lungo del millesimo anno», come predetto da una vecchia leggenda, e fa la sua comparsa proprio durante la Festa del Sole d'Estate, presagendo ai pony di Ponyville una notte eterna. In mancanza di Princess Celestia, misteriosamente sparita, Twilight e le sue ancora poco conosciute compagne partono alla ricerca degli Elementi dell'armonia, e grazie alla collaborazione e all'amicizia riescono a prevalere su Nightmare Moon, trasformandola di nuovo in Luna; questa, riappacificatasi con Celestia, torna a regnare su Equestria al fianco della sorella.
Collegata alla (presunta) leggenda di Nightmare Moon è la festività della "Notte degli Incubi" (in lingua originale. Nightmare Night), una sorta di Halloween che ricorre annualmente in Ponyville. In questa occasione, vengono offerti dolci a una statua di Nightmare Moon per placare la sua fame ed evitare che «divori i pony in un sol boccone». Durante la Notte degli Incubi successiva al suo ritorno, Luna si manifesta ai pony di Ponyville, che però ne sono spaventati: la principessa, infatti, essendo rimasta sola per un millennio, adotta un modo di fare "antiquato", adoperando espressioni e termini arcaici (ad esempio pray tell, thou, speakest, nay, hath), riferendosi a se stessa con il plurale majestatis (the royal we) e parlando con un tono fortissimo e intimidente (the traditional Canterlot voice, «la voce tradizionale di Canterlot»). Grazie all'aiuto di Twilight, tuttavia, Luna impara man mano a integrarsi con gli altri pony e a imparare che cosa sia il divertimento, prima a lei sconosciuto.
Durante il matrimonio di Shining Armor e Princess Cadance, Luna ha il compito di sorvegliare la città di Canterlot durante la notte; quando Celestia invia Twilight all'Impero di Cristallo per sventare la minaccia di Re Sombra, Luna si offre volontaria ad andare anch'ella, temendo per la buona riuscita della missione. Successivamente, Luna soccorre Scootaloo quando questa è in preda agli incubi, affermando che, in quanto principessa della notte, «è suo dovere venire nei [suoi] sogni»; in seguito, Scootaloo vede il profilo della principessa stagliarsi sulla luna, e ode la sua voce darle un consiglio; in un'altra occasione, compare nei sogni di Sweetie Belle per metterla in guardia sulle potenziali conseguenze di un suo misfatto, e le offre il proprio aiuto quando la puledrina decide di porvi rimedio; anche Apple Bloom viene infine visitata in sogno dalla principessa, che la aiuta ad affrontare le sue paure e la sua angoscia per il futuro; Luna visita in sogno anche Starlight Glimmer, dove le dice che potrà sempre contare sull'aiuto delle protagoniste, in quanto hanno aiutato anche lei in passato.

### Coriander e Saffron
Coriander Cumin e Saffron Masala
Due unicorni, padre e figlia, possessori e gestori di un ristorante il cui stile è ispirato all'India. Inizialmente in conflitto tra di loro a causa della mancanza di avventori, grazie all'aiuto di Pinkie Pie e di Rarity finiranno con il riconciliarsi e collaborare per salvare il proprio ristorante.

### Fancypants
Un pony unicorno dell'alta società di Canterlot, definito da Rarity «il pony più importante di Canterlot». Data la sua celebrità, ha sempre un entourage di pony altezzosi al seguito, sempre pronti a uniformare la propria opinione a quella di Fancypants e a comportarsi in modo ostentatamente ossequioso nei suoi confronti; a differenza di molti pony dell'élite di Canterlot, ha una personalità affabile e sa apprezzare i pony comuni.
Fancypants fa una breve apparizione nel finale della seconda stagione accanto a Rarity. Nella terza stagione lo si vede inoltre a Ponyville, e nella quarta stagione a una sfilata di moda.

### Hoity Toity
Un earth pony di Canterlot, definito da Twilight un «pezzo grosso del settore della moda». Ha il manto grigio, la criniera e la coda argento e gli occhi blu; porta un paio di occhiali da sole viola, un paio di polsini di camicia e un colletto abbinato con una decorazione rossa, e il suo cutie mark è un ventaglio bianco.
Estremamente snob (in inglese hoity-toity significa «borioso»), Hoity Toity parla con un accento sofisticato, e si fa portare un cuscino per sedersi prima di assistere alla sfilata di moda organizzata da Rarity. Dopo tale episodio, è possibile sentire la sua voce durante la (prima) sfilata di Fluttershy organizzata da Photo Finish, e anche scorgere un suo cameo durante la canzone Becoming Popular.

### Lemon Hearts
Un unicorno femmina dal manto giallo e la criniera azzurro pallido vecchia amica di Twilight e sua ex-compagna di scuola. Inizialmente Twilight non darà importanza a questa amicizia, ma poi tornerà a Canterlot per rimediare all'errore diventando sua amica a tutti gli effetti e scusandosi anche con Minuette, Twinkleshine e Moondancer. Il suo cutie mark è composto da tre cuori di cui due sono azzurri mentre il terzo è verde. Appare molto spesso nella serie come pony di sfondo.

### Luster Dawn
Un unicorno femmina dal manto rosa e la criniera e la coda arancione e giallo. Compare nell'ultimo episodio della serie, ed è la studentessa migliore di  Twilight (diventata sovrana di Equestria). Inizialmente ha lo stesso problema che aveva Twilight all'inizio della serie, cioè studia troppo e trascura l'importanza di fare amicizia, ma poi grazie a Twilight e le altre protagoniste scopre che l'amicizia è importante e così comincia a farsi nuovi amici andando a Ponyville con le protagoniste.

### Minuette
Un unicorno femmina, amica di Twilight e sua ex-compagna di scuola assieme a Twinkleshine, Lemon Hearts e Moondancer. Pony dal manto azzurro e dalla criniera blu, ha sempre considerato Twilight sua amica, sebbene quest'ultima non abbia dato grande importanza a tale amicizia agli inizi. Proprio per questo, Twilight tornerà a Canterlot per riparare al danno fatto in precedenza e diventare sua amica a tutti gli effetti. È stata una delle damigelle al matrimonio di Cadance. Il suo cutie mark è una clessidra. Appare molto spesso nella serie come pony di sfondo.

### Moondancer
Pony unicorno coetanea di Twilight Sparkle e sua amica d'infanzia. Ha il manto giallo chiaro e la criniera color lavanda, violetto e rosso scuro; porta gli occhiali e il suo cutie mark è un quarto di luna circondato da stelle. Amante dello studio, Moondancer ha sempre trovato difficile relazionarsi con gli altri pony: dopo la delusione provocata dalla mancata presenza di Twilight al suo primo party, Moondancer si isola da tutto e tutti e passa il tempo immersa nei libri, almeno finché Twilight, tornata a Canterlot al preciso scopo di riprendere contatto con le amiche d'infanzia — con cui aveva bruscamente tagliato i ponti in occasione del suo trasferimento a Ponyville — riesce a farle capire di essere amata, e accettare l'amicizia di Lemon Hearts, Minuette e Twinkleshine.

### Photo Finish
Una fotografa di alta moda famosa in tutta Equestria; fa diventare Fluttershy famosa come modella, finché questa non abbandona. Parla con un forte accento tedesco e indossa costantemente un paio di occhiali scuri. Sembra essere fortemente ispirata all'icona della rivista Vogue, Anna Wintour.

### Sangueblu
Principe Sangueblu
Lo stallone dei sogni di Rarity (Blueblood in originale), lontano nipote di Celestia e di Luna, è un unicorno dal manto bianco e la chioma bionda. All'inizio Rarity sogna di incontrarlo al Gran Galà Galoppante sperando che si innamori di lei e la sposi (rendendola così una principessa). Sfortunatamente, egli si rivela essere un narcisista vanitoso e senza un briciolo di galanteria al punto da farle passare una serata orribile ed esasperarla.

### Sapphire Shores
È una famosa popstar di Canterlot, una earth pony che Rarity definisce «il Pony del Pop».

### Sassy Saddles
Un'unicorn pony dal manto azzurro e la chioma arancione che lavora con il ruolo di responsabile alla boutique di Rarity a Canterlot.

### Songbird Serenade
Songbird Serenade è una pony che appare in My Little Pony: The Movie. Celebre popstar di Equestria, è ispirata e doppiata in originale dalla cantante Sia.

### Star Swirl
Star Swirl il Barbuto
Celebre unicorno del passato e leader dei Pilastri di Equestria, è «il più importante mago dell'era preclassica» stando a Twilight Sparkle, che lo definisce inoltre «esperto in tutto, dalla trasfigurazione alla calibrazione dimensionale e al teletrasporto». Creatore di oltre duecento incantesimi, tra cui l'incantesimo di viaggio nel tempo modificato da Starlight Glimmer per viaggiare nel passato e vendicarsi di Twilight, a lui è dedicata un'ala degli archivi di Canterlot, dove vengono custoditi in particolare gli incantesimi temporali.
Star Swirl ha avuto un ruolo diretto in diversi eventi storici di Equestria: si è reso amico Scorpan, convincendolo a rinnegare il fratello Tirek e salvaguardare in questo modo il destino di Equestria; con l'aiuto degli altri Pilastri di Equestria ha bandito le sirene nel mondo al di là dello specchio, salvando Equestria dalla loro magia oscura, e successivamente confinato il Pony delle ombre nel Limbo per fermare la sua minaccia, al prezzo però di rimanere intrappolato egli stesso, assieme agli altri Pilastri, all'interno del Limbo. Liberato da Twilight Sparkle dopo una prigionia millenaria, Star Swirl dimostra una grande fermezza nel voler fermare il Pony delle ombre, anch'esso liberatosi dal Limbo, affermando che una volta divenuto malvagio, un pony lo rimarrà per sempre. Grazie però all'intervento di Starlight Glimmer — consapevole per esperienza personale della falsità di quella convinzione — Star Swirl è costretto a ricredersi quando Twilight e le amiche riescono a liberare Stygian dall'oscurità da cui si era fatto possedere.
Star Swirl è stato l'insegnante di magia di Celestia e Luna al tempo della loro giovinezza, oltre mille anni prima degli eventi della serie. Stando al Diario delle due sorelle, egli sarebbe anche stato colui che, assieme a Focaccia Tosta, Mammoletta e Giglio Ingegnoso, rappresentanti delle tre razze equine, avrebbe pregato le sorelle di accettare la posizione di principesse del neonato regno di Equestria, dando così inizio alla loro diarchia. È stato inoltre il mentore di Giglio Ingegnoso, uno dei fondatori di Equestria.

### Sunset Shimmer
Unicorn pony dal grande talento magico, ex-allieva di Princess Celestia prima di Twilight e protagonista della serie spin-off My Little Pony - Equestria Girls. Fa un brevissimo cameo nella serie principale tra i personaggi sullo sfondo durante la canzone finale.

### Twinkleshine
Un unicorno femmina dal manto bianco panna e la criniera rosa confetto, vecchia amica di Twilight e sua ex-compagna di scuola. Come nel caso di Minuette, Lemon Hearts e Moondancer, Twilight inizialmente non darà grande importanza a quest'amicizia, ma poi tornerà a Canterlot per rimediare a questa sua negligenza. È stata una delle damigelle di Cadance al suo matrimonio. Il suo cutie mark è composto da tre stelle azzurre. Appare molto spesso nella serie come pony di sfondo.

## Dodge Junction
Un piccolo centro abitato situato in una regione desertica a nord di Ponyville, lungo la tratta del treno che collega la città all'Impero di cristallo. Come Appleloosa, è ispirata alle vecchie città del far west americano.

### Cherry Jubilee
Un'earth pony di colore beige dalla complessa chioma rossa e gli occhi verdi; gestisce una fattoria che produce ciliegie — da cui il suo cutie mark, un paio di ciliegie — nella cittadina di Dodge Junction; per un breve periodo, Jubilee assolda come impiegata Applejack, dopo aver assistito alle sue eccellenti prestazioni all'Equestria Rodeo, e in seguito si fanno assumere da lei anche le altre cinque protagoniste, decise a scoprire che cosa sia accaduto ad Applejack.

## Fattoria di rocce
La fattoria di rocce (rock farm in originale) della famiglia Pie. Collocata in una zona imprecisata di Equestria a qualche fermata di treno da Ponyville, è il luogo ove risiedono tuttora tutti i membri noti della famiglia Pie, eccetto Pinkie (che vive all'Angolo Zuccherino di Ponyville).

### Rocco Igneo Pie e Quarzina Fumé
I genitori di Pinkie (rispettivamente Igneous Rock Pie e Cloudy Quartz in originale), due earth ponies austeri e legati alla tradizione apparentemente ispirati alla comunità Amish. Stando a Rocco, il loro matrimonio è stato stabilito da una "pietra delle coppie" (Pairing Stone).

### Limestone
Limestone Pie / Calcarea Pie
Una delle tre sorelle di Pinkie Pie, la più anziana. Nell'adattamento italiano della quinta stagione il suo nome è reso come Calcarea, mentre viene mantenuto l'originale Limestone (lett. «calcare») in quello dell'ottava. Ha il manto color blu-violetto e la criniera grigiastra. Dal punto di vista caratteriale è scontrosa e molto diffidente nei confronti degli sconosciuti. È molto affezionata a un macigno chiamato "masso di Holder" (Holder's Boulder), presso cui un loro antenato edificò la fattoria e per questo motivo molto importante per i Pie. Proprio la sua accidentale rimozione da parte di Applejack causerà infatti animosità tra i Pie e gli Apple — venuti in visita in occasione della Festa del focolare — anche se il conflitto sarà di lì a breve risanato dalla stessa Applejack.

### Marble
Marble Pie / Marmorina Pie
La sorella gemella di Pinkie Pie, nata pochi minuti dopo di lei. Il suo nome italiano è reso come Marmorina nella quinta stagione, mentre rimane uguale all'originale Marble (lett. «marmo») nell'ottava stagione e nello speciale Alla ricerca del regalo più bello. Ha il manto grigio chiaro, la criniera liscia di colore grigio scuro e gli occhi viola. È molto timida e di poche parole, come Big McIntosh, e in effetti i due sembrano avere una cotta l'uno per l'altra.

### Maud
Maudileena Daisy Pie
La sorella maggiore e preferita di Pinkie Pie. È una pony di terra con la criniera color lavanda e il manto grigiastro. Appassionata ed esperta di minerali, ha un piccolo sasso di nome Macigno (Boulder in originale) come "animale domestico", e possiede un "pietrorato" (rocktorate in originale) in petrologia. Dal punto di vista caratteriale è completamente diversa dalla sorella Pinkie: flemmatica e riservata, non è abituata a esternare le proprie emozioni in modo evidente, e non sembra interessata a guadagnarsi l'amicizia degli altri pony. Ha l'hobby della poesia e afferma di averne scritte migliaia, tutte ispirate alle rocce. Malgrado la sua natura schiva, adora Pinkie e farebbe di tutto per proteggerla, il che viene riconosciuto da Twilight e dalle altre come un solido punto in comune su cui poter costruire un'amicizia reciproca.

## Foresta di Everfree
La misteriosa foresta di Everfree (Everfree Forest) si trova ai confini di Ponyville. È ritenuta un luogo pericoloso dai pony a causa della varietà di strane creature che la abitano, e per il fatto che il tempo atmosferico al suo interno non segue le abituali leggi dei pony (ad esempio, le nuvole si muovono da sole anziché essere spostate dai pegasi).

### Zecora
Una zebra che vive nella temuta Everfree Forest. Inizialmente, a causa del suo aspetto misterioso, dei suoi strani comportamenti e del suo modo di parlare in rime e con un accento esotico, Zecora viene considerata una strega dagli abitanti di Ponyville, e questi la rifuggono ogniqualvolta la vedano recarsi in città. Benché inizialmente scettica, persino Twilight arriva a prestar fede alle dicerie, dopo che lei e le sue amiche cadono vittima di quello che sembra un maleficio gettato loro da Zecora. Ciononostante, grazie ad Apple Bloom, che per prima decide di concedere la propria fiducia alla zebra, le protagoniste scoprono che Zecora è in realtà molto gentile e affabile; inoltre, è esperta nel creare medicinali tramite l'uso di erbe e altri elementi naturali, e vanta una notevole conoscenza delle specie animali e vegetali.
Zecora rappresenta un personaggio di riferimento per gli altri pony in svariate occasioni. Spesso, essi la consultano quando si trovano in situazioni disperate che necessitano di una grande esperta in campi poco conosciuti, quali specie animali esotiche, malattie ignote o magia di alto livello; nella maggior parte dei casi, Zecora ha una risposta, anche se non sempre è in grado di offrire l'aiuto richiesto.

### Steven Magnet
Un enorme serpente squamoso che vive in un fiume in mezzo alla foresta di Everfree, a cui Rarity regalerà parte della propria coda come sostituzione a un baffo che gli era stato tagliato (con suo grande rammarico). Successivamente, nella quinta stagione, sarà uno degli invitati al matrimonio tra Cranky e Matilda; in questa occasione, viene rivelato che lui e Cranky si conoscono da moltissimo tempo, e che erano stati compagni di avventure durante la ricerca di Matilda da parte dell'asino. È sempre in questa occasione che si viene a conoscenza del suo nome.

## Griffonstone
Griffonstone è il nome dell'antico regno dei grifoni, e anche il nome della sua città capitale. Un tempo maestosa, la capitale è ormai ridotta a un'ombra della sua antica gloria, da quanto il ciclope Arimaspi sottrasse l'idolo di Boreas, il più grande motivo di orgoglio e simbolo di fratellanza per i grifoni, durante il regno del quattordicesimo e ultimo re dei grifoni, Guto. La triste sorte di Griffonstone non è documentata nelle cronache in possesso di Twilight Sparkle, e costituisce motivo di grande sorpresa per Pinkie Pie e Rainbow Dash al loro arrivo nel regno.

### Gabby
Gabriella Griffon
Un grifone femmina di colore grigio-azzurro che lavora come postina a Griffonstone. Caratterizzata da una personalità più gioviale e amichevole della maggior parte dei grifoni, decide di far visita a Ponyville dopo essere stata testimone degli atti di gentilezza compiuti da Pinkie Pie e Rainbow Dash in occasione della loro visita a Griffonstone. Convinta infatti che la maggiore affabilità dei pony sia da collegarsi al fatto che possiedano un cutie mark, Gabby decide di far di tutto pur di ottenerne uno ella stessa, obiettivo che la porta in breve tempo a cercare l'aiuto delle Cutie Mark Crusaders. Le tre puledrine, pur consapevoli (su conferma di Twilight Sparkle) dell'inesistenza di casi documentati di grifoni con un cutie mark, decidono su esortazione di Scootaloo di aiutare la loro nuova amica. Dopo aver constatato però che non esiste un'attività per cui Gabby sembri particolarmente portata — essendo il grifone abile in pressoché ogni cosa — le Cutie Mark Crusaders sono tristemente costrette a rinunciare.
Gabby, dapprima abbattuta, si ripresenta poco dopo dalle Cutie Mark Crusaders con un nuovo "cutie mark", e dopo averle ringraziate dell'aiuto, si dilegua frettolosamente lasciando le tre puledre felici ma confuse. Poco dopo, tuttavia, le tre si imbattono di nuovo in Gabby, intenta ad aiutare un pony, e in questa circostanza vengono a sapere che il grifone si è dipinta sui fianchi un finto cutie mark per non far loro credere di aver disatteso la loro promessa di aiutarla. A questo punto, le Cutie Mark Crusaders capiscono che la vera vocazione di Gabby non è un'attività in particolare in cui eccelle, bensì ciò che la rende più felice: aiutare il prossimo. Riconoscendo che questa è anche la missione delle Cutie Mark Crusaders, le tre puledre decidono di istituirla parte del club, e organizzano una festa in suo onore.
Dopo essere tornata a Griffonstone, Gabby inizia a intrattenere uno scambio epistolare con Spike, al quale si sente accomunata dal fatto di provenire da una cultura dalla reputazione infelice (sia i grifoni sia i draghi sono visti con diffidenza in Equestria) e dalla familiarità con lettere e spedizioni. Quando Gabby inizia a frequentare più spesso Ponyville a causa del trasferimento in città di Gallus, i due iniziano a frequentarsi assiduamente, provocando inizialmente la gelosia di Rarity.

### Gilda
Un grifone femmina con la testa bianca ed il resto del corpo di colore arancione, vecchia amica di Rainbow Dash e sua ex-compagna di corso al campo di volo Junior Speedster. Estremamente sicura di sé, si dimostra anche molto gelosa della propria amicizia con Rainbow Dash, scoraggiando i tentativi di Pinkie Pie di prendere parte alle loro attività e intimandole di «ronzare via», in quanto «Dash non ha bisogno di un'incapace come [lei]». Mentre è a Ponyville, si diverte a spaventare Granny Smith, sottrae una mela da una bancarella senza pagarla e riduce in lacrime Fluttershy gridandole contro.
Quando Pinkie, volendo risolvere la situazione «alla Pinkie Pie», organizza un party di benvenuto in suo onore con lo scopo di «far[le] cambiare atteggiamento», Gilda si convince che ella miri a umiliarla giocandole una serie di scherzi, e dopo essere caduta vittima di diversi tiri mancini monta su tutte le furie; con sua grande sorpresa, tuttavia, Gilda scopre che era stata Rainbow Dash stessa a preparare quegli scherzi, e che solo per caso era stata lei l'unica vittima. A questo punto, rimproverata dalla stessa Rainbow Dash per il suo pessimo temperamento, Gilda accusa la vecchia amica di comportarsi da banderuola, «brillante un minuto e una lagna il minuto dopo», e toglie infine il disturbo.
Nella quinta stagione, Pinkie Pie e Rainbow Dash la incontrano nuovamente quando si recano in visita all'antico regno di Griffonstone, dove il grifone abita. Benché porti ancora rancore per quanto avvenuto a Ponyville, Gilda finisce con il rivelare a Pinkie di non avere mai avuto amici all'infuori di Rainbow Dash, e di rimpiangere molto la sua amicizia con lei. Quando successivamente Rainbow, Pinkie e Gilda precipitano in un baratro nel tentativo di recuperare l'idolo di Boreas, Gilda sceglierà di salvare le due pony anche a costo di rinunciare all'oggetto, rendendosi conto dell'importanza di Rainbow per lei. A quel punto, Gilda accetta e ricambia l'amicizia delle due pony, si pente del suo cattivo comportamento a Ponyville, e al loro congedo chiede loro di tornare a farle visita.

### Grover
Re Grover
Il primo re di Griffonstone, famoso per aver unificato le tribù dei grifoni — al tempo avidi ammassatori di tesori al pari dei draghi — grazie al rivenimento dell'idolo di Boreas, un artefatto che, secondo la leggenda, sarebbe «fatto di polvere di tramonti dorati, dispersa per le montagne dai venti del nord». Il solo fatto di possedere l'idolo era un tale motivo di vanto per i grifoni che si dice che la sua sola presenza abbia innalzato il regno di Griffonstone alla sua maestosa gloria, almeno fino alla sua rapina da parte di Arimaspi. Una statua di re Grover troneggia al di fuori della libreria della capitale, benché ormai consumata dal tempo.

## Impero di cristallo

### Cadance
Princess Mi Amore Cadenza
La principessa Cadance ([ˈkeɪdᵊns]) è un unicorno alato che fa la sua apparizione alla fine della seconda stagione. È di colore rosa, con gli occhi viola e la criniera e la coda indaco, magenta e giallo chiaro.
Cadance, che è stata babysitter di Twilight, viene da quest'ultima ricordata come gentile e premurosa; quando la incontra nuovamente a Canterlot, tuttavia, Twilight stenta a riconoscerla a causa dei suoi modi fasulli e sgarbati, e arriva a vedere in lei una pony malvagia e manipolatrice. Per questo motivo, ella accusa pubblicamente Cadance di aver circuito gli altri pony e cerca di impedirne le nozze con il proprio fratello Shining Armor, senza molto successo. Poco dopo, Twilight si ritrova imprigionata in un antro sotto terra, dove scopre che la vera Princess Cadance è stata rinchiusa nel medesimo luogo e rimpiazzata dalla malvagia regina Chrysalis, che ne ha preso l'aspetto.
Dopo essere riuscita a evadere dalla prigionia insieme a Twilight, Cadance fronteggia Chrysalis insieme a Shining Armor, riuscendo a bandire la regina e i suoi servitori changeling grazie a una potente barriera magica emanata dal tocco dei loro corni. Senza più la minaccia di Chrysalis, viene celebrato il matrimonio tra Cadance e Shining Armor, che vengono dichiarati marito e moglie da Princess Celestia.
Cadance è in seguito incaricata di proteggere l'intero Impero di Cristallo in occasione del ritorno di Re Sombra; stremata dall'incantesimo protettivo e da giorni di insonnia, perde infine le forze, consentendo l'ingresso dell'ombra malvagia del Re nella città; grazie a Twilight, Spike e il marito, tuttavia, Cadance riesce infine a impossessarsi del Cuore di Cristallo, l'amuleto millenario protettore dell'Impero, e a sfruttarne il potere per respingere Sombra. Twilight incontra di nuovo Cadance quando si reca per la seconda volta all'Impero di Cristallo, per aiutarla a convincere un'Ispettrice a tenere i prossimi Giochi d'Equestria nella città; Cadance è inoltre presente alla cerimonia di incoronazione di Twilight, a fianco di Celestia.
Nel corso della quinta stagione si scopre che Cadance è in dolce attesa. Sua figlia, Flurry Heart, viene al mondo nella stagione successiva.

### Flurry Heart
La piccola Flurry Heart è la puledrina alicorno figlia di Princess Cadance e Shining Armor. Come di norma per i bebè dotati di ali o di corno, è in grado fin dalla nascita di volare e di adoperare la magia. Per di più, la sua natura di alicorno amplifica queste capacità in modo incontrollato, al punto che la piccola causa involontariamente la frammentazione del Cuore di cristallo, l'antica e venerata reliquia che allontana dall'Impero le tempeste nevose del nord.
Solo l'intervento congiunto delle quattro principesse, Starlight Glimmer e Sunburst permette di riportare la situazione alla normalità, grazie all'idea di quest'ultimo di sfruttare il potere del Crystalling di Flurry Heart per ricomporre il Cuore. In questa circostanza, Sunburst ha anche la lungimiranza di includere nel processo un incantesimo per tenere a bada il potere della puledrina.
Flurry Heart viene successivamente presentata ai suoi nuovi nonni Twilight Velvet e Night Light, occasione in cui riceve il suo nome (a memoria dell'occasione).

### Shining Armor
L'unicorno a capo delle guardie reali di Canterlot, nonché il fratello maggiore di Twilight Sparkle; viene introdotto nel finale della seconda stagione, in procinto di sposarsi con la principessa Cadance. Di colore bianco, ha gli occhi azzurri e la criniera blu-azzurra, e il suo cutie mark è uno scudo coronato da tre stelle.
Molto legato a Twilight, che lo chiama «fratellone amico per sempre» (big brother best friend forever in originale), è costretto a separarsene quando ella parte per Ponyville, sicché i due finiscono per vedersi sempre meno spesso. Quando Twilight lo incontra a Canterlot prima delle nozze, egli accusa occasionali emicranie a causa del logorio causato dal mantenimento, da parte sua, di una barriera magica attorno all'interà città, la quale ha subito minacce da parte di ignoti. In questa circostanza Shining Armor si trova, all'insaputa di tutti, sotto un incantesimo di Chrysalis, la regina changeling che si è camuffata da Cadance; solo grazie a una magia della vera Cadance, liberatasi dalla prigionia di Chrysalis grazie all'aiuto di Twilight, Shining Armor riesce a tornare in se stesso, e a scacciare insieme alla sposa la malvagia regina. Poco dopo, egli e Cadance si sposano davanti a Celestia, e li si vede da ultimo allontanarsi in una carrozza.
Shining Armor compare successivamente assieme a Cadance in occasione della ricomparsa dell'Impero di Cristallo, dove assiste Cadance e contribuisce alla sconfitta di Sombra. Da quel momento, Shining Armor inizia a vivere lì a fianco di Cadance in qualità di principe dell'Impero; durante la loro seconda visita all'Impero di Cristallo, Twilight e le amiche incontrano Shining Armor intento ad allenare alcuni atleti per i prossimi Giochi d'Equestria (Equestrian Games) che si sarebbero tenuti nella città. In occasione dell'incoronazione di Twilight, Shining Armor è presente assieme ai genitori, e si congratula commosso con la sorella.
Nella sesta stagione Shining diventa padre di Flurry Heart.

### Sombra
Re Sombra
Un unicorno con «il cuore nero come la notte», la chioma nera, il manto grigio e gli occhi rossi; in passato prese possesso del misterioso Impero di Cristallo, per poi essere sconfitto dalle principesse Celestia e Luna, che lo tramutarono in ombra e lo bandirono nei «ghiacci del nord artico». Prima della sua cacciata, Sombra scagliò una maledizione che fece scomparire l'intero Impero di Cristallo.
Mille anni dopo questi avvenimenti, l'Impero di Cristallo ricompare improvvisamente, e con esso anche l'ombra del Re, il quale circonda di oscurità l'Impero — temporaneamente sotto la protezione di Princess Cadance — con l'obiettivo di riconquistarlo. Grazie all'intuito di Twilight, tuttavia, le protagoniste riescono a rinvenire l'antica reliquia detta Cuore di Cristallo, la quale, riflettendo la speranza e l'amore degli abitanti dell'Impero radunati attorno a essa, respinge Sombra una volta per tutte.
Sombra ricompare poi in uno dei futuri alternativi provocati dall'incantesimo di Starlight Glimmer, all'interno del quale, senza Twilight e Spike a fermarlo, l'unicorno riesce a riconquistare l'Impero di cristallo e a schiavizzarne gli abitanti, costringendoli a fargli da soldati in una guerra contro Celestia.
Sombra viene poi rimesso in libertà dal potere di Discord (sotto le spoglie di Grogar), che lo obbliga ad aiutarlo nel suo piano per conquistare Equestria. Il re, tuttavia, rifiutandosi di collaborare con gli altri aiutanti di "Grogar" (Tirek, Chrysalis e Cozy Glow), tenta di riconquistare da solo l'Impero di cristallo. Twilight e le amiche riescono però a fermarlo, malgrado la distruzione da lui causata dell'Albero dell'armonia e delle gemme degli Elementi, e a ricacciarlo una volta per tutte nell'oscurità.

### Sunburst
Un unicorno amico d'infanzia di Starlight Glimmer, come lei nativo di Sire's Hollow. Quando i suoi genitori si rendono conto del suo potenziale magico, in occasione del conseguimento del suo cutie mark, lo inviano a Canterlot, separandolo irreparabilmente da Starlight. Questo evento traumatizzerà profondamente Starlight, convincendola che i cutie mark sono ostacoli nel coltivare l'amicizia.
Starlight incontra nuovamente Sunburst su esortazione di Twilight Sparkle, dopo esserne diventata allieva. Per non disattendere le aspettative della ex amica, Sunburst finge inizialmente di essere un mago di grande successo, ma è costretto ad ammettere di non essere mai riuscito a diventare un mago quando lo stato di pericolo scatenato da Flurry Heart rende necessario il suo intervento.
Cionondimeno, anche grazie al sostegno di Starlight, Sunburst riesce a escogitare un metodo per salvare la situazione, guadagnandosi la fiducia delle principesse e il ruolo di Crystaller, oltre alla ritrovata amicizia di Starlight. Verrà nominato da quest'ultima vicepreside della Scuola di amicizia.

## Manehattan

### Babs Seed
Pony di terra di età scolare, cugina di Apple Bloom proveniente da Manehattan, ha manto arancione, coda e criniera rosate e occhi verde acido. Priva di cutie mark, viene per questo motivo invitata da parte di Apple Bloom, Scootaloo e Sweetie Belle a unirsi alle Cutie Mark Crusaders, ma si schiera inaspettatamente contro le tre puledre non appena Diamond Tiara e Silver Spoon entrano in scena per schernirle. Le Cutie Mark Crusaders vengono in seguito a conoscenza del fatto che Babs Seed ha subito vessazioni da parte di alcuni bulli a Manehattan, e comprendono che il suo atteggiamento è un tentativo di evitare nuove angherie passando dalla parte dei bulli ella stessa. Dopo essere stata salvata dalle tre pony da un tiro mancino inizialmente architettato dalle stesse a suo danno, Babs Seed si riconcilia con Apple Bloom, Scootaloo e Sweetie Belle, e viene iscritta ufficialmente al club delle Cutie Mark Crusaders.
Nella quinta stagione, Babs informa con una lettera le altre Cutie Mark Crusaders di aver ottenuto il suo cutie mark (un paio di forbici).

### Coco Pommel
Pony di terra dal manto bianco panna e una criniera a strisce bianche e azzurrine chiare. Apprendista della fashion designer Suri Polomare, che la carica di lavoro e la tratta sgarbatamente con la motivazione di volerle insegnare il mestiere, aiuta il suo capo a creare una linea di vestiti imitando quella di Rarity. Pentita della propria complicità alle malefatte di Suri, si riappacificherà con Rarity e le regalerà un rotolo di speciale filo arcobaleno; Rarity, a sua volta, le cederà il posto come disegnatrice di abiti per un'importante rappresentazione teatrale..

### Plaid Stripes
La figlia del proprietario dell'appartamento di Manehattan preso in affitto da Rarity per aprirvi una boutique. Piena di idee balzane, causa qualche grattacapo a Rarity allorché il padre costringe quest'ultima ad accettare l'"aiuto" della figlia, ma il tutto si risolve per il meglio grazie all'aiuto delle altre protagoniste.

### Prim Hemline
Pony di terra dal manto grigio scuro e dai capelli rosa, è un'acclamata critica d'arte e il giudice supervisore alla Settimana della moda che si tiene a Manehattan.

### Suri Polomare
Una pony di terra dal manto rosa chiaro e una criniera viola scura. Stilista di professione e rivale di Rarity alla Settimana della moda a Manehattan, si presenta a questa come una sua ex-amica di Ponyville e riesce a farsi regalare una pregiata stoffa, con la quale crea una linea di abbigliamento da presentare alla sfilata spudoratamente copiata da quella di Rarity. Incontrando Rarity dopo che questa è stata dichiarata vincitrice in contumacia, mente dicendo di aver vinto lei nella speranza che il mancato reclamo del premio da parte di Rarity risulti nella propria vittoria.

## Nuvola City
Nuvola City (Cloudsdale in originale) è una città fluttuante fatta di nubi e abitata interamente da pegasi. È il luogo dove sono cresciute Rainbow Dash e Fluttershy prima di trasferirsi a Ponyville.

### Bow Hothoof e Windy Whistles
Il padre (Bow) e la madre (Windy) di Rainbow Dash, entrambi pegasi di Nuvola City. Rainbow evita di intrattenere rapporti con loro a causa del loro eccessivo entusiasmo nei suoi confronti, che spesso li ha portati inconsciamente a mettere la giovane Rainbow in situazioni di imbarazzo. Quando Scootaloo fa la loro conoscenza, non perde tempo a rivelare loro che la figlia è entrata a far parte degli Wonderbolt, suscitando la loro immediata ammirazione e portandoli a seguire Rainbow in tutte le sue comparse pubbliche e persino ai suoi allenamenti privati. Esasperata, Rainbow perde le staffe e finisce con urlare loro contro, che si dileguano in lacrime, ma in seguito, grazie all'intervento di Scootaloo, figlia e genitori finiscono con il riconciliarsi.

### Shy
Sig. e Sig.ra Shy
I genitori di Fluttershy, entrambi pegasi, compaiono per la prima volta nella sesta stagione, in occasione di un pranzo a cui hanno invitato Fluttershy e Rainbow Dash. Il signor Shy colleziona le nuvole, mentre la signora Shy è appassionata di giardinaggio. Entrambi hanno un carattere molto paziente e remissivo, al punto da necessitare dell'intervento di Fluttershy per decidersi a esortare il loro figlio fannullone Zephyr ad andare a vivere per conto suo.
Zephyr Breeze
Il fratello minore di Fluttershy, anch'egli un pegaso. Rappresentato come pigro e incapace di mantenere un'occupazione stabile, fa regolarmente ritorno a casa dei propri genitori per vivere a loro spese, almeno finché Fluttershy, invitata in un'occasione dai genitori, li convince a congedarlo una volta per tutte. Inizialmente, Zephyr riesce a convincere la sorella a ospitarlo nel suo cottage finché non sia riuscito a trovare un lavoro, ma ben presto Fluttershy, osservando la mancanza di buona volontà del fratello, si decide a sua volta a cacciarlo fuori. Dopo visto Zephyr, privo di alternative, bivaccare senza troppo successo nella foresta, mossa a pietà, Fluttershy decide di dargli un'altra possibilità, e grazie all'aiuto di Rainbow Dash e alla rinnovata attitudine del fratello (ora consapevole dei rischi a cui sarebbe andato incontro continuando a schivare le sue responsabilità), riesce a convincere Zephyr a perseguire con serietà il suo hobby preferito, lo stilista di criniere. In questo modo, Zephyr finalmente consegue un diploma e ritrova la fiducia in se stesso.

### Wonderbolt
Sono una squadra di pegasi molto famosi che svolgono principalmente acrobazie aeree e competizioni, anche se in un'occasione vengono mandati a Ponyville per gestire (senza molto successo) l'emergenza causata dalla versione adulta di Spike. Fin dall'inizio della serie, Rainbow Dash sogna di incontrarli e di unirsi a loro, obiettivo che conseguirà nella sesta stagione.
Tra i membri noti degli Wonderbolts vi sono Spitfire (in italiano Saetta a partire dalla quinta stagione), Fulmine (in originale Soarin'), Fleetfoot e Rapidfire; di questi, solo i primi tre hanno effettivamente un ruolo parlante, mentre l'ultima viene solo nominata da Fancypants in occasione di una competizione.
In particolare, Saetta sovrintende alla formazione del tornado che i pegasi di Ponyville creano per rifornire d'acqua la città di Nuvola City (Cloudsdale in originale); in quell'occasione, viene rivelato che Saetta è la capitana degli Wonderbolts. Saetta è anche a capo dell'accademia degli Wonderbolts, con il compito di addestrare gli aspiranti aviatori.
Nella quarta stagione Saetta, Fulmine e Fleetfoot rappresentano Cloudsdale alla gara di staffetta aerea dei Giochi di Equestria, dove vincono l'oro superando con breve margine la squadra di Ponyville, costituita da Bulk Biceps, Fluttershy e Rainbow Dash.

## "Our Town"
Un piccolo villaggio ai confini di Equestria. I suoi abitanti seguono per un certo periodo la guida e la filosofia di Starlight Glimmer, per poi opporvisi quando le protagoniste rivelano loro che questa li stava ingannando. Benché il nome del villaggio non sia esplicitamente menzionato nella serie animata, parte del cast di produzione si è riferito a esso con il nome di Our Town, «nostra città», che è anche il termine usato dai cittadini in una canzone.

### Double Diamond
Un earth pony dal manto e la criniera bianchi a cui Starlight Glimmer ha rimosso il cutie mark con la promessa dell'uguaglianza, come a tutti cittadini di "Our Town". Alla fine, assieme a Sugar Belle, Party Favor e Night Glider, riuscirà a recuperare e a restituire i cutie mark alle protagoniste.

### Night Glider
Una pegasus pony dal manto blu notte e la criniera bianca a cui è stato tolto il cutie mark (una luna circondata da nubi) con la promessa di rendere lei e i suoi concittadini felici nell'uguaglianza. Assieme a Sugar Belle, Double Diamond e Party Favor riuscirà a recuperare e a restituire i cutie mark alle protagoniste.

### Party Favor
Un unicorn pony dal manto azzurro e la chioma blu cielo. Come ai suoi concittadini, gli è stato tolto il cutie mark. Per questo motivo, rimpiange occasionalmente il proprio talento naturale nel fare i palloncini, almeno finché con il suo aiuto e quello di Double Diamond, Sugar Belle e Night Glider, Twilight e le altre riescono a cacciare Starlight dalla città e a restituire ai cittadini i rispettivi cutie mark.

### Sugar Belle
Una unicorn pony dal manto rosa confetto e la chioma violetta. Come agli altri abitanti del suo villaggio, le è stato tolto il cutie mark (un cupcake con sopra una ciliegia). Per questo motivo, rimpiange occasionalmente il proprio talento naturale nella pasticceria, almeno finché con il suo aiuto e quello di Double Diamond, Party Favor e Night Glider, Twilight e le altre riescono a cacciare Starlight dalla città e a restituire ai cittadini i rispettivi cutie mark.
Corteggiata simultaneamente da Feather Bangs e Big McIntosh, che nella loro rivalità arrivano al punto di esasperarla con un poco riguardoso duello canoro improvvisato direttamente in casa sua, li caccia via entrambi dopo aver perso la pazienza, ma si raddolcisce quando Big Mac, ravvedutosi dalle sue avances esagerate, le ingrandisce il bancone del negozio ricordandosi del suo desiderio di avere più spazio per esporre i suoi dolci. I due danno pertanto inizio a una relazione sentimentale, per poi sposarsi qualche tempo dopo.

## Regno dei mutanti

### Chrysalis
Queen Chrysalis
Chrysalis è un'antagonista principale della seconda stagione, introdotta nel doppio episodio finale. È la regina dei mutanti (in originale changelings), una razza di creature simili a pony completamente neri; i suoi sottoposti sono di piccola statura, possiedono un corno, denti appuntiti, ali e carapace da insetto, occhi completamente azzurri e criniera e coda deformi; i loro arti e le loro orecchie appaiono bucherellati e morsicati, come del resto la loro intera figura. La regina Chrysalis è simile, ma assai più alta (della statura di Celestia), con un corno più grande e contorto, criniera e coda bluastre e una coroncina a quattro punte. Ella ha grandi occhi dalle doppie iridi color verde chiaro e scuro, con pupille verticali, e il suo torso innaturalmente magro è rivestito da una sorta di sella verde; inoltre la sua voce è costituita da due livelli vocali sovrapposti. Né lei né gli altri mutanti possiedono un cutie mark. I mutanti hanno la facoltà di assumere la forma di qualunque pony si trovino dinnanzi; oltre alla regina, che prende il posto di Cadance senza che nessuno all'infuori di Twilight se ne accorga, anche i suoi accoliti dimostrano di possedere questa capacità copiando l'aspetto delle protagoniste per disorientarle e combatterle. I mutanti, inoltre, si nutrono e traggono forza dall'amore; Chrysalis spiega che «Equestria possiede più amore di qualunque altro posto [ella] abbia mai incontrato», motivando così la sua ambizione a conquistarla e ottenere un potere grandissimo.
Chrysalis si dimostra anche abile nell'uso della magia: quando Celestia tenta di fermarla scagliandole contro un incantesimo, la regina mutante controbatte con tale forza da risultare vittoriosa, ella stessa stupendosi del potere derivatole dall'amore di Shining Armor per Cadance. Inoltre, Chrysalis adopera un incantesimo per soggiogare lo stesso Shining Armor, riducendolo sotto il proprio potere. La regina e tutti i suoi compagni vengono sconfitti grazie all'azione combinata di Cadance e Shining Armor, che riescono a repellere tutti i mutanti con una barriera magica scaturita dai loro corni a contatto.
Appare brevemente camuffata da Applejack in uno dei futuri alternativi visitati da Twilight e Spike durante il loro inseguimento di Starlight Glimmer. In quella circostanza, Chrysalis prende il possesso di Ponyville e cerca di fermare il tentativo di fuga di Twilight, ma senza successo.
È inoltre l'antagonista principale del finale della sesta stagione. In questa occasione, Chrysalis imprigiona nel suo antro le sei protagoniste, Spike, le principesse, Shining Armor e Flurry Heart per vendicarsi della sconfitta subita la volta precedente. Verrà fermata da Starlight Glimmer, Discord, Trixie e Thorax. Quest'ultimo, dopo la sconfitta di Chrysalis, prenderà il suo posto come re dei mutanti.
Successivamente, Chrysalis, desiderosa di vendicarsi di Starlight Glimmer per averla privata del suo sciame, tenta di impossessarsi degli Elementi dell'armonia creando delle copie malvagie di Twilight e delle sue amiche, ma le copie si alleano contro di lei e vengono infine distrutte dall'Albero dell'armonia.
È una delle quattro creature convocate da "Grogar" e costrette a collaborare con lui per la conquista di Equestria, assieme a Sombra, Cozy Glow e Tirek. È anche colei che propone a questi ultimi due di formare un'alleanza segreta alle spalle di Grogar, per impedire che il suo già enorme potere cresca fuori misura, ma assieme a loro finirà tramutata eternamente in una statua di pietra da Discord e dalle principesse Celestia e Luna.

### Pharynx
Il fratello maggiore di Thorax, l'unico a non aver ancora mutato il suo aspetto quando Starlight e Trixie si recano nel regno di Thorax su richiesta di quest'ultimo. A causa dell'atteggiamento scontroso di Pharynx, sospettoso del nuovo stile di vita dei mutanti, i suoi compagni si sentono a disagio e desiderano bandirlo dall'alveare. Ciononostante, Thorax cerca di fare di tutto per convincere gli altri mutanti a convivere con il fratello, rischiando anche di compromettere la sua posizione di leader. Nel frattempo, cerca anche di convincere Pharynx a migliorare il suo atteggiamento. Alla fine dell'episodio, Pharynx muta finalmente il suo aspetto.

### Thorax
Re Thorax
Un mutante amico di Spike. Spike lo incontra per la prima volta in una grotta non lontana dal centro dell'Impero di cristallo. Spike, constatata la buona attitudine di Thorax e rendendosi conto che il mutante era bisognoso di nutrimento sotto forma di amore, decide di aiutarlo a farsi amici gli abitanti dell'Impero. A causa della profonda inimicizia tra pony di cristallo e mutanti, tuttavia, Spike si vede costretto a chiedere a Thorax di camuffarsi da pony prima di presentarlo ai locali. Quando però Thorax, trovandosi di fronte alla piccola Flurry Heart, viene sopraffatto dal troppo intenso amore che la circonda e fa cadere il proprio travestimento, si ritrova costretto a lasciare la città. Spike, dopo averlo rintracciato, decide di assumersi la responsabilità e lo convince a presentarsi al suo fianco dinanzi alla principessa, stavolta senza mutare il proprio aspetto. Esortati da Spike, Twilight e gli altri si convincono a concedere a Thorax una possibilità, accentandolo tra di loro.
In occasione del secondo attacco di Chrysalis, Thorax si unisce al gruppo di Starlight Glimmer, Trixie e Discord per salvare le protagoniste, Spike, le principesse, Shining Armor e Flurry Heart dalle grinfie di Chrysalis. Alla fine, dopo la sconfitta della regina, cambierà aspetto assieme a tutti gli altri mutanti, assumendo colori sgargianti e un aspetto regale; non per nulla, sarà immediatamente istituito come nuovo leader del Regno dei mutanti. Dopo una prima cattiva impressione, Thorax stringerà amicizia con la Signora dei draghi Ember.

## Seaquestria e Monte Aris
Seaquestria (/siːˈkwɛstria/; combinazione delle parole sea «mare» ed Equestria) è un luogo sottomarino collocato a sud di Equestria, sotto un monte chiamato Aris, che compare per la prima volta in My Little Pony - Il film e successivamente nell'ottava stagione della serie. È il luogo di attuale residenza dei seaponies, una razza senziente di ippocampi i quali, originariamente ippogrifi del monte Aris, furono mutati nella loro forma attuale grazie all'utilizzo da parte della regina Novo di una perla magica, che permise loro di sfuggire dall'attacco del Re Tornado. Frammenti della perla magica distribuiti da Novo ai suoi sudditi forniscono ai seapony l'abilità di cambiare a volontà tra la loro forma acquatica e quella volatile.

### Novo
Regina Novo
La regina Novo è una seapony (originalmente ippogrifo) che appare come personaggio di supporto in My Little Pony: The Movie. È la governante del regno sottomarino di Seaquestria e madre della principessa Skystar. Grazie a una perla magica, ha trasformato lei e tutti i suoi sudditi in seaponies (una razza di pony acquatici) e si sono rifugiati a Seaquestria per nascondersi dal Re Tornado.

### Skystar
Principessa Skystar
La principessa Skystar è una seapony (originalmente ippogrifo) che appare come personaggio di supporto in My Little Pony: The Movie. È la principessa del regno sottomarino di Seaquestria e la figlia della regina Novo. Nel film è di grande aiuto per salvare Equestria da Re Tornado, tuttavia però finisce in punizione alla fine del film.

### Terramar
Il fratello  di Silverstream, figlio di Sky Beak e Ocean Flow. Preso dal dilemma se vivere con il padre sulle "Cime armoniose" del monte Aris o se invece stare presso la madre a Seaquestria, viene convinto dalle Cutie Mark Crusaders a dividere il suo tempo tra i due luoghi. Compare successivamente per avvertire Starlight Glimmer della scomparsa della sorella, e contribuisce a cercarla per la foresta di Everfree.

## Terre dei draghi

### Ember
Princess Ember / Signora dei draghi
Un drago femmina, figlia di Lord Torch e pertanto definita "principessa". Ribelle e orgogliosa, decide di prendere parte in segreto alla Sfida di fuoco indetta dal padre dopo che questi glielo vieta categoricamente. Inizialmente in difficoltà, viene salvata da Spike, per poi ricambiare il favore permettendo a Spike di ottenere lo scettro necessario a vincere la sfida. Con sua sorpresa, tuttavia, Spike cede lo scettro a Ember perché sia lei a diventare Signora dei draghi, sapendo che avrebbe mantenuto la pace esistente tra la stirpe dei draghi e quella dei pony. Ember mantiene una corrispondenza epistolare con Princess Twilight e diventa amica di Re Thorax dopo la sua prima visita ufficiale a Ponyville.

### Garble
Un drago adolescente di cui Spike fa la conoscenza in occasione della sua prima visita nelle Terre dei draghi. È il fratello maggiore di Smolder. Energico e sfacciato, si prende inizialmente gioco della piccola statura di Spike e della sua amicizia con i pony di Equestria, ma si decide infine a integrarlo nella comunità degli altri giovani draghi. Tuttavia, i loro rapporti si guastano quando Spike si rifiuta di rompere un uovo di fenice di cui erano riusciti a impossessarsi, preferendo tornare a Ponyville e accettare i valori trasmessigli dai pony suoi amici.
I due si incontrano nuovamente durante la Sfida di fuoco di Lord Torch per la successione al trono, a cui partecipa anche Garble. È il secondo drago a raggiungere lo scettro reale, dopo Spike, ma viene da quest'ultimo battuto grazie all'aiuto di Ember.
Si scopre successivamente che Garble possiede un lato sensibile e artistico, di cui però si vergogna e di cui nessuno è a conoscenza all'infuori della sorella Smolder, almeno finché Fluttershy non lo convince ad accettare il suo lato poetico, il che si rivelerà ben presto indispensabile. Esibendosi infatti dinanzi a tutti, Garble causa le risate degli altri draghi, potenziandone le fiamme e permettendo loro di salvare una covata di draghi che tardavano a schiudersi.

### Torch
Torch, Signore dei draghi
L'enorme e temuto Signore dei draghi, decide di sottoporre i suoi sudditi a una "Sfida di fuoco" (Gauntlet of Fire) in cerca di un erede degno di brandire il suo scettro di diaspro sanguigno. Benché egli cerchi di impedirglielo, la figlia Ember partecipa alla Sfida assieme a Spike, uscendone vincitrice e prendendo pertanto il posto del padre come Signora dei draghi.

## Villaggio dei kirin
I kirin (ispirati alle omonime creature mitologiche cinesi) sono creature simili a pony, ma dotate di un grosso corno ramificato sulla fronte e di un folto vello sul petto e sulla coda. Vivono in un villaggio in mezzo al Boschetto dei kirin, e sono noti in Equestria per la loro «gentilezza e sincerità». Tuttavia, quando adirati, i kirin si trasformano in nirik, creature fiammeggianti e senza controllo, provocando in un'occasione la distruzione del villaggio. Per questo motivo l'intero villaggio, sotto la guida di Rain Shine, decise un giorno d'immergersi nel Fiume del silenzio, perdendo la facoltà della parola e con essa ogni occasione di conflitto. Sarà l'intervento di Applejack e Fluttershy, assistite da Autumn Blaze, a convincere i kirin a rompere il voto del silenzio e tornare a conversare normalmente.

### Autumn Blaze
Una kirin che è vissuta in isolamento dopo aver volontariamente riacquistato la voce, contravvenendo al voto del silenzio pronunciato assieme al resto del villaggio. Grazie all'aiuto di Applejack e Fluttershy, Autumn riesce a dimostrare ai suoi concittadini che l'ira può essere tenuta sotto controllo, anziché lasciarla degenerare, e li convince ad assumere un preparato che permette loro di riacquistare la voce.

### Rain Shine
La kirin capovillaggio, dotata di una figura più alta e regale rispetto al resto dei kirin. Fu lei a far pronunciare ai membri del villaggio, dopo la distruzione di quest'ultimo provocata dai nirik, un voto del silenzio, per impedire di far scoppiare nuovamente la scintilla della discordia tra i cittadini. Esso fu sancito dall'immersione del Fiume del silenzio, che provocò un magico ammutolimento di tutti i kirin, almeno finché Autumn Blaze, annoiata da una vita priva di racconti, battute e canzoni, s'imbatté per caso in una pianta in grado di curare il proprio stato di mutismo, e venne di conseguenza bandita dal villaggio.

## Altrove o ignoto

### Dazzlings
Un gruppo di tre sirene, Adagio Dazzle, Aria Blaze e Sonata Dusk, principali antagoniste di Equestria Girls - Rainbow Rocks. Sono in grado di aumentare il proprio potere magico assorbendo sentimenti negativi, nonché di ipnotizzare tramite il loro canto. Dopo aver attaccato il villaggio di Stygian, furono bandite da Equestria da Star Swirl il Barbuto, con l'aiuto degli altri Pilastri, per fermare la devastazione e la zizzania da loro causata nella loro sete di potere.

### Discord
Definito lo "Spirito del Caos e della Disarmonia", è l'antagonista principale della seconda stagione. Egli è un draconequus, una specie bizzarra con «la testa di un pony e il corpo d'ogni altro genere di cosa».
Malvagio regnante di Equestria nel lontano passato, fu combattuto da Celestia e Luna e imprigionato in una statua di pietra grazie al potere degli Elementi dell'armonia. Un giorno, tuttavia, Discord riesce a liberarsi dalla prigionia a causa dell'indebolimento del legame tra le principesse e gli Elementi, e torna a minacciare Equestria; essendo riuscito a rubare e nascondere gli Elementi dell'armonia, Discord costringe le sei protagoniste a partecipare a un "gioco" per recuperarli, dopodiché, dopo aver disperso e separato le sei amiche all'interno di un labirinto, le colpisce una ad una con un sortilegio in grado di stravolgere la loro natura, volgendole l'una contro l'altra.
In questa circostanza, Discord prende il controllo dell'intera Equestria, trasformando Ponyville nella "capitale del Caos": il dì e la notte si alternano a ritmo incostante e innaturale, gli animali e i pony mutano e si comportano in modo caotico, le strade si trasformano in sapone e nuvole rosa rovesciano precipitazioni di cioccolato. Lo Spirito della Disarmonia, soddisfatto dell'«eccellente caos» provocato, commette però l'errore di sottovalutare il potere degli Elementi dell'armonia e dell'amicizia tra le protagoniste, e viene infine sconfitto proprio da queste, che lo tramutano nuovamente in una statua di pietra.
Discord viene successivamente liberato dalla prigionia su ordine di Princess Celestia, la quale, auspicando di poter correggere il carattere del draconequus e fare buon uso della sua magia, affida la sua riabilitazione a Fluttershy. Benché Twilight e le amiche si dimostrino molto diffidenti nei confronti di Discord, ed egli stesso continui a comportarsi in modo caotico e incontrollabile, Fluttershy fa del suo meglio per instaurare con lui un rapporto di fiducia e amicizia, lasciandolo abitare a casa sua e assecondando le sue bizzarre velleità; a un certo punto, facendo leva su questo rapporto di presunta amicizia, Discord riesce a far promettere a Fluttershy che non avrebbe mai usato il potere del proprio Elemento contro di lui, sventando la minaccia che gravava su di lui di essere nuovamente tramutato in pietra qualora la situazione fosse andata fuori controllo. Dapprima, Discord festeggia la propria libertà tramutando Sweet Apple Acres in una pista di ghiaccio, ma poco dopo, rendendosi conto che Fluttershy era stata la prima amica che avesse mai avuto, si ravvede e decide di non voler perdere la sua amicizia, anche rinunciando alla libertà di spargere il caos a proprio piacimento. A questo punto, Discord si presenta dinanzi a Celestia affermando di essere «pronto a usare la [propria] magia per il bene anziché il male (la maggior parte delle volte)».
Anche dopo la sua redenzione Discord rimane neutrale. Quando Ponyville viene invasa da piante maligne provenienti dalla foresta di Everfree, il signore del caos viene immediatamente ritenuto responsabile dalle protagoniste, nessuna delle quali, eccetto Fluttershy, è disposta a fidarsi di lui; in seguito, quando si scopre che era stato proprio lui a spargere i semi delle piante ma afferma di non averlo rivelato subito per non privare Twilight di un'importante lezione su cosa voglia dire essere principessa. In occasione di una visita di Princess Cadance a Ponyville, Discord si finge malato e s'intromette nella rimpatriata tra Twilight e Cadance, convincendole infine a recarsi con lui in un luogo remoto in cerca di una presunta medicina per il proprio malanno. Quando Twilight scopre la burla, Discord afferma di averla voluta mettere alla prova per verificare i suoi sentimenti d'amicizia per lui.
Nel finale della quarta stagione, Discord è incaricato da Celestia di rintracciare e uccidere Tirek ma tradisce la sua fiducia e passa dalla parte del centauro. Quest'ultimo, tuttavia, divenuto estremamente potente dopo aver assorbito l'energia di moltissimi pony d'Equestria e delle stesse rappresentanti degli Elementi, imprigiona il draconequus rubando anche il suo potere; solo in questo momento Discord si rende conto di aver rinunciato alla cosa cui teneva di più — l'amicizia con Fluttershy — e si ravvede del proprio voltafaccia. Quando Twilight ottiene la sua liberazione in cambio della propria magia, Discord le dona in segno di riconoscimento il medaglione che Tirek gli aveva precedentemente donato a sua volta, e questo si rivela l'ultima chiave necessaria ad aprire lo scrigno dell'Albero dell'armonia.
Assieme a Starlight Glimmer, Trixie e Thorax, prende parte alla missione per salvare Equestria in occasione del secondo attacco di Chrysalis.
Nel momento antecedente all'ascesa di Twilight Sparkle a regnante di Equestria, Discord escogita in segreto un piano per preparare la futura sovrana al proprio nuovo compito: prese le sembianze di Grogar, riunisce a sé i nemici più pericolosi di Twilight e li sprona a ottenere assieme la loro vendetta contro la principessa e le sue amiche, con l'idea che vincere una battaglia di questo calibro avrebbe infuso in Twilight la fiducia in sé stessa necessaria per affrontare qualunque futura crisi. Il suo piano va però storto, costringendolo a svelare a Twilight e alle sue amiche le proprie macchinazioni, con loro grande disappunto.

### Grogar
Un caprone «antico ed estremamente potente», stando a Tirek, tiranno della futura Equestria nel periodo precedente alla sua fondazione, essendosene autodichiarato imperatore; è anche noto come il "Padre dei mostri". Fu detronizzato e sconfitto da Gusty la Magnifica, che riuscì a bandire Grogar privandolo della sua Campana stregata, fonte di gran parte dei suoi poteri.
Nella serie, Grogar ricompare dopo la sua millenaria assenza per riunire a sé i più temibili avversari fronteggiati fino a quel momento dalle protagoniste: Cozy Glow, Lord Tirek, la Regina Chrysalis e Re Sombra, benché quest'ultimo verrà presto sconfitto dalle protagoniste durante il suo tentativo di riconquistare da solo l'Impero di cristallo. Il vecchio caprone ordina quindi ai tre rimanenti di recuperare e consegnargli la sua campana, da lui rintracciata in cima al monte Everhoof, dove Gusty l'aveva celata poiché incapace di distruggerla. I tre riescono a recuperarla, ma la tengono nascosta a Grogar con l'intenzione di ribellarsi a suo danno una volta scoperto come utilizzare l'artefatto, cosa che richiede loro d'introdursi di nascosto negli archivi di Canterlot.
Si scopre infine che "Grogar" altri non è che Discord, che ha assunto le sembianze dell'antico tiranno con l'obiettivo di provocare una crisi durante l'incoronazione di Princess Twilight al rango di sovrana di Equestria, così da infondere definitivamente in lei la sicurezza necessaria per il suo nuovo compito. Il piano di Discord va storto quando Chrysalis, Cozy e Tirek riescono ad assorbire il suo potere all'interno della campana, costringendo il Signore del caos a rivelare il proprio piano a Twilight e alle altre, per prepararle all'inevitabile battaglia. Il vero Grogar tuttavia appare e dopo aver pietrificato i suoi ex sottoposti se ne va.

### Re Tornado
Una creatura simile a un satiro di sesso maschile che appare come il principale antagonista di My Little Pony - Il film. Temuto conquistatore di terre oltre i confini di Equestria, invade Canterlot con l'ambizione di impossessarsi della magia delle quattro principesse. Possiede un bastone magico chiamato il Bastone di Sacanas, in grado di assorbire e manipolare la magia. Viene infine sconfitto dalle protagoniste e da Tempest Shadow con l'aiuto di Spike, Capper, Celaeno e la sua ciurma e la principessa Skystar. Viene poi citato diverse volte nell'ottava stagione, dove è chiamato con il nome di "Re Tempesta" nell'adattamento italiano.
A seguito della sua sconfitta, parte della magia del Re Tornado raggiunge il mondo di Equestria Girls, dove provoca una tempesta che mette in pericolo di vita gli studenti della Canterlot High durante una crociera, finché le versioni umane di Rainbow Dash e Twilight Sparkle, assieme a Sunset Shimmer, la neutralizzano usando lo stesso Bastone di Sacanas, prestato loro da Princess Twilight.

### Stygian
Un unicorno grigio dalla criniera e coda color ceruleo. Vissuto durante l'era preclassica, il suo villaggio fu attaccato dalle sirene portatrici di zizzania; Stygian, fuggito in cerca di aiuto, riuscì a raggruppare i più grandi eroi d'Equestria perché lo aiutassero a cacciare le creature, fondando così i Pilastri di Equestria. Inizialmente loro amico, la leggenda narra che Stygian divenne invidioso della gloria ottenuta dai Pilastri, e rubò i loro artefatti in cerca di maggior potere, tramutandosi nel terribile Pony delle ombre, una creatura dell'oscurità destinata a divenire materia di storie dell'orrore (Applejack lo menziona a Rainbow Dash in occasione della loro visita a un castello abbandonato). Il Pony delle ombre fu successivamente intrappolato nel Limbo dai Pilastri, che però furono costretti a sacrificare sé stessi nel procedimento, rimanendo anch'essi intrappolati nello stesso luogo. Un millennio dopo, Princess Twilight riuscirà a liberare i Pilastri dalla loro prigionia, ma libererà inavvertitamente anche il Pony delle ombre.
Benché inizialmente Twilight e i Pilastri siano decisi a eliminare la minaccia, l'intervento di Starlight Glimmer permetterà loro di capire che Stygian è all'interno dell'involucro oscuro del Pony, sotto il controllo dell'oscurità. In questo modo, Twilight e Starlight, riuscite a farsi strada all'interno dell'involucro, riusciranno a liberare Stygian dal controllo dell'oscurità e farlo ritornare finalmente in sé. Doppiato in italiano da Simone Lupinacci.

### Tirek
Basato su Tirac, l'antagonista del film Vola mio mini pony, è un centauro dalla testa taurina, figlio del re Vorak. Giunto un tempo a Equestria insieme al fratello minore Scorpan allo scopo di depredarne la magia, fu imprigionato nel Tartaro dopo che Scorpan, divenuto amichevole nei confronti della popolazione e avendo provato invano a dissuadere il fratello dai propri intenti, si fu rivolto a Celestia e Luna per fermarlo. Fuggito tempo dopo dalla prigionia, Tirek è vissuto in latitanza recuperando le energie, finché un giorno, tornato in possesso dei propri poteri, ha iniziato ad assorbire la magia dei pony, a cominciare dagli unicorni. Celestia, avendo presentito la sua minaccia, decide di inviare Discord a fermarlo, ma Tirek lo convince a passare dalla sua parte promettendogli la libertà di spargere il proprio caos per il mondo una volta che i pony fossero stati soggiogati.
Dopo aver scoperto che le principesse Celestia, Luna e Cadance hanno trasferito la propria magia all'interno di Twilight per evitare di cederla a lui, Tirek si reca a Ponyville e assorbe il potere delle amiche di Twilight, nonché quello di Discord, incrementando ulteriormente il proprio potere e la propria statura. Dopo essersi confrontato con Twilight in un duro scontro, Tirek riesce ad averla vinta costringendo quest'ultima a cederle il proprio potere in cambio della salvezza dei suoi amici. Tuttavia, Twilight acquisisce in questo modo l'ultima chiave necessaria ad aprire lo scrigno dell'Albero dell'armonia, e insieme alle amiche viene dotata di un nuovo potere che priva Tirek della magia assorbita e lo rinchiude nuovamente nel Tartaro, ripristinando inoltre la magia dei pony di tutta Equestria.
Durante la sua prigionia, comunica tramite lettere con Cozy Glow, insegnandole un modo per far sparire la magia dall'intera Equestria. Cozy Glow tuttavia fallisce nel suo piano e andrà a fargli compagnia nel Tartaro.
Entrambi verranno liberati da Grogar che li arruola assieme a Re Sombra e Chrysalis nel suo finto piano per conquistare Equestria. Verrà tramutato in pietra da Discord, Celestia, Luna e Grogar assieme a Cozy e Chrysalis dopo la loro fallita conquista di Equestria.

### Ahuizotl
Creatura basata sulla mitologia azteca, è il nemico principale della saga di libri di Daring Do; come quest'ultima, è un personaggio fittizio che poi si scopre essere realmente esistente. Nel primo libro della serie, Ahuizotl tenta di soffocare Daring Do nella sabbia dopo averle sottratto una statuetta di zaffiro; successivamente, minaccia di portare la siccità in un'intera valle situata a nord d'Equestria, solo per essere fermato da Daring Do (scampata da un banco di piragna grazie all'aiuto di Rainbow Dash) e dalle protagoniste. Doppiato in italiano da Pietro Ubaldi.

### Arimaspi
Un ciclope, metà capra di montagna e metà scimmia, antico nemico dei grifoni. Rubò l'idolo di Boreas a re Grover, causando la decadenza del regno di Griffonstone, ma durante la sua fuga la terra franò sotto di lui, facendolo precipitare nell'abisso sottostante. Pinkie Pie, Gilda e Rainbow Dash lo troveranno pietrificato assieme all'idolo di Boreas.

### Breezies
Una razza di minuscoli pony fatati, dotati di ali; citati per la prima volta da Fluttershy nell'episodio Discord guastafeste, compaiono per la prima volta nel successivo episodio della stessa stagione Vita da Breezie. I breezies abitano in una città fatata in un mondo parallelo collegato a Equestria tramite un portale. Particolarmente delicati a causa della loro stazza minuta, i breezies possiedono una magia che viene attivata dalla brezza e che protegge il polline che essi trasportano da Equestria al loro mondo.

### Caballeron
Dottor Caballeron
È uno dei cattivi principali della saga di Daring Do, che poi si rivela essere reale. È un nemico giurato di Daring Do, con cui si scontra in diverse occasioni, ma i due si riappacificheranno a seguito di un'avventura in cui si ritrovano costretti a collaborare, specialmente grazie all'intervento di Fluttershy, che con la sua affabilità finisce con il guadagnarsi l'amicizia di Caballeron. È doppiato in italiano da Stefano Albertini.

### Cani stana-diamanti
Chiamati diamond dogs in originale, sono cani dall'aspetto antropomorfo che vivono sottoterra alla continua ricerca di gemme; tre di loro, chiamati (nello script dell'episodio, ma non nello show) Rover, Fido e Spot, sono i leader del gruppo di cani che vivono nel luogo dove Rarity si reca in cerca di gemme, e sono loro tre a rapire la pony e a condurla nei loro sotterranei quando scoprono la sua abilità nel trovare gemme sepolte. Al loro servizio hanno un esercito di mastini in armatura, anch'essi in grado di parlare. Rarity convince i tre cani a lasciarla libera esasperandoli con lamentele e piagnistei.

### Capper
Capper è un gatto antropomorfo maschio che appare in My Little Pony: The Movie. È un truffatore di Klugetown ed ex aristocratico dell'Abissinia. Alla fine del film, si allea con le protagoniste per salvare Equestria. Fa un breve cameo in un episodio della serie principale.

### Celaeno
Capitana Celaeno
Celaeno (/səˈlɑːnoʊ/ in originale, /seˈlaːno/ nell'adattamento italiano; il nome è la grafia inglese del greco Κελαινώ, Celeno) è la capitana dei pirati del cielo che compaiono in My Little Pony: The Movie. Inizialmente, lavora con la sua ciurma come fattorino del Re Tornado, trasportando le sue merci sulla sua nave volante. In seguito, grazie all'esortazione di Rainbow Dash, ella e il resto della ciurma decidono di affrancarsi dal servaggio per tornare a vivere le glorie del loro passato pirata. Stringono pertanto amicizia con le protagoniste, e si offriranno in seguito di aiutarle a sconfiggere il Re Tornado e liberare Canterlot dalla sua occupazione. Viene indirettamente menzionata assieme agli altri pirati all'inizio dell'ottava stagione della serie principale.

### Cheese Sandwich
Un pony di terra, pianificatore di feste come Pinkie Pie, che competerà con lei per stabilire chi dei due organizzerà il party per il compleanno di Rainbow Dash (che coincide anche con il giorno in cui s'è trasferita a Ponyville). Sfidato da Pinkie a una "gara di stramberia", risulta il vincitore dopo che quest'ultima, resasi conto che la sfida da lei organizzata solo per salvare l'orgoglio stava rischiando di rovinare la festa di Rainbow Dash, si ritira dalla competizione. Cheese tuttavia si scusa con Pinkie, affermando di non aver mai voluto toglierle il suo ruolo in città, e rivelandole anzi che è stata proprio lei, molti anni prima, a ispirarlo a diventare un organizzatore di feste. Poco prima di partire, Cheese fa dono a Pinkie del suo fedele pollo di gomma Boneless, come regalo d'addio e segno di riconoscimento. È doppiato in originale dal cantautore, comico e attore "Weird Al" Yankovic.
Successivamente, Pinkie riceve una lettera da Cheese, e viene a sapere che il pony ha fondato un'azienda per produrre giocattoli e altri oggetti divertenti, ma con il tempo ha perso il sorriso e l'abilità di far ridere gli altri pony. Per questo motivo, ha deciso di chiedere aiuto a Pinkie come misura estrema. Dopo aver provato in tutti i modi ad aiutarlo ed essersi data per vinta, Pinkie si rende conto, grazie a un'osservazione del manager Sans Smirk, che ciò che ha privato Cheese del suo sorriso è la mancanza di opportunità di far ridere gli altri pony e vedere la loro reazione dal vivo, recluso com'è nel suo ufficio tutto il tempo. In questo modo, Pinkie riesce a reinfondere in Cheese la sua originale ilarità, e il pony decide di passare le redini dell'azienda a Sans per tornare a vivere come un tempo, girando Equestria e diffondendo il buonumore di persona.
Nel flash-forward alla fine della serie viene suggerito che Cheese ha sposato Pinkie Pie, da cui ha avuto almeno un figlio chiamato anch'egli Cheese.

### Coloratura
Countess Coloratura / Rara

Una vecchia amica di Applejack (che si riferisce a lei con il nomignolo Rara), cantante di professione. È un'earth pony dal manto grigiastro e la criniera azzurra e blu al naturale, lilla negli spettacoli; il suo cutiemark è una stella a cinque punte ornata da note musicali arcobaleno. Il suo stile canoro è fortemente influenzato dal suo manager, Sven Gallop, che si è incaricato di creare per Coloratura — da lui ribattezzata Countess («contessa») — un'immagine da pop star, con tanto di effetti da palcoscenico e un ensemble di ballerini ad accompagnare lo spettacolo. Tuttavia, grazie a Pinkie Pie e a Applejack, Coloratura capisce di essersi fatta condizionare troppo da un manager più preoccupato per il successo personale che per il bene della cantante, e se ne allontanerà per ritrovare il proprio stile originale. Durante il suo concerto successivo, tenuto al pianoforte, invita Applejack e le Cutie Mark Crusaders sul palco a cantare assieme a lei.

### Crinimal
Chiamata Mane-iac in originale (dall'inglese mane, «criniera»), è una supercriminale della serie a fumetti fittizia Power Ponies; ha il manto viola e la criniera verde, e indossa una calzamaglia dello stesso colore ma più brillante, con guanti e stivali neri. Un tempo era una normale pony, ma dopo essere caduta in una vasca di prodotti chimici percorsa da corrente è divenuta una folle criminale, con la capacità di usare i suoi lunghi capelli verdi come armi. Il personaggio risulta essere un'unione fra Medusa, regina degl'Inumani nei fumetti Marvel Comics, e Joker, arcinemico di Batman, del quale riprende anche le origini e la personalità. Twilight e le altre, assieme a Spike, si scontrano con lei dopo essere state risucchiate all'interno di una copia incantata del fumetto e trasformate in supereroine.

### Daring Do
A.K. Yearling / Daring Do
La pegasus pony protagonista di un'omonima serie di libri; basata esplicitamente sul personaggio di Indiana Jones, presenta la stessa forma fisica di Rainbow Dash, ma differenti colori, e il suo cutie mark è una rosa dei venti. Rainbow Dash si appassiona alla serie delle sue avventure durante la sua permanenza in ospedale. Nella quarta stagione si scopre che Daring Do e tutte le sue avventure sono realmente avvenute, e che è lei stessa a scrivere i suoi libri con l'identità di "A.K. Yearling", che è il suo vero nome.

### Doughnut Joe
Doughnut Joe / Pony Joe
Un unicorno giallo con la criniera marroncina e gli occhi verdi, con una ciambella come cutie mark; nella sua prima apparizione, in occasione del Gran Galà Galoppante, egli è impiegato in un bar, e viene chiamato Pony Joe da Spike, che gli chiede «un'altra ciambella». In questa circostanza, Joe riconosce e saluta Twilight quando questa entra nel bar.
Nella seconda stagione l'unicorno compare come Doughnut Joe, e viene a sua volta riconosciuto da Twilight, che gli domanda che cosa ci faccia a Ponyville; Joe le spiega la sua intenzione di partecipare alla Gara Nazionale dei Dessert di Canterlot, presentando la sua Doughnutopia (un modellino di città fatto interamente di ciambelle).

### Feather Bangs
Un earth pony che fa la sua comparsa in "Our Town" per corteggiare Sugar Belle, rivaleggiando per questo motivo con Big McIntosh. Avvenente e dotato nel canto, è doppiato in originale dal cantante Justin Bieber.

### Firelight
Un unicorno di Sire's Hollow, padre di Starlight Glimmer. È un appassionato della storia e della tradizione della propria cittadina. Con disappunto di Starlight, persiste nel chiamarla con vezzeggiativi puerili e trattarla da bambina, almeno finché lei e Sunburst, inviati dalla Cutie-mappa a Sire's Hollow, riescono a convincere i risolvere i propri problemi con i rispettivi genitori.

### Flash Magnus
Flash Magnus è un pegaso e uno dei Pilastri di Equestria. Fa la sua prima apparizione in My Little Pony - Shadow Play, in cui viene liberato assieme agli altri Pilastri dal Limbo in cui erano rimasti imprigionati per un millennio. È di grande aiuto per salvare Equestria dal Pony delle Ombre.

### Flim e Flam
Fratelli Flim e Flam
Due unicorni fratelli, entrambi vestiti con camicia e cappello tipici da venditore e distinguibili solo dal cutie mark (uno spicchio di mela Flim, una mela cui manca uno spicchio Flam) e per il fatto che Flam ha i baffi. Si presentano a Ponyville a bordo del loro mezzo di locomozione, una bizzarra macchina per la produzione del succo di mela chiamata Super Speedy Cider Squeezy 6000, cercando di convincere la famiglia Apple a fare un accordo per sfruttarne l'efficienza (dato che il succo di mela prodotto dagli Apple non era mai sufficiente per tutti gli abitanti di Ponyville). Al loro rifiuto, i fratelli lanciano loro una sfida su chi produce la maggior quantità di succo in un'ora di tempo, mettendo in gioco il monopolio sulla produzione di succo di mela in Ponyville. I due fratelli, pur di vincere, regolano la macchina in modo da accettare indiscriminatamente mele buone e marce ai fini della produzione, finendo con il produrre un succo di qualità talmente scadente da provocare l'indignazione della folla, ed essere di conseguenza costretti ad andarsene di corsa da Ponyville.
I due fratelli tornano in seguito a Ponyville per promuovere un tonico che, a loro dire, sarebbe in grado di guarire da qualunque malanno e restituire le forze perdute con l'età. Dopo che Applejack e Apple Bloom scoprono che il loro prodotto funziona solo per effetto placebo, essendo di fatto solo un intruglio di ingredienti comuni, Flim e Flam persuadono Applejack a mantenere il segreto per non deprimere le rinnovate ambizioni di Granny Smith, convinta fruitrice del tonico miracoloso. Resasi successivamente conto che nascondere la verità sarebbe stato più nocivo che altro, Applejack smaschera la truffa dei fratelli, che sono ancora una volta costretti a lasciare Ponyville. Nella sesta stagione li si vede lavorare in un resort chiamato "Da Gladmane". Tuttavia sono in conflitto tra loro, proprio a causa di Gladmane che ha fatto in modo che litigassero. Capendo di essere stati imbrogliati, faranno pace e useranno la loro natura di imbroglioni per far fuori Gladmane.

### Fondatori di Equestria
I sei pony leggendari che riunirono le tribù dei pony di terra, pegasi e unicorni sotto la comune bandiera di Equestria. Essi sono:
- Cancelliera Bombolona (Chancellor Puddinghead)
- Focaccia Tosta (Smart Cookie)
- Comandante Uragano (Commander Hurricane)
- Mammoletta (Private Pansy)
- Principessa Platino (Princess Platinum)
- Giglio Ingegnoso (Clover the Clever)

Inizialmente divisi e litigiosi, al pari delle loro tribù, i sei riuscirono infine a mettere da parte le loro disparità e unirsi nell'amicizia, scacciando in questo modo i Windigo, spettri del gelo i quali, nutrendosi della discordia, avevano assillato le tribù con bufere implacabili.

### Goldie Delicious
Un'anziana cugina di Granny Smith. Esperta di alberi genealogici nonostante la sua pessima memoria, abita in una casa disordinata assieme a centinaia di gatti. Tenterà di aiutare Applejack a scoprire se Pinkie Pie sia davvero imparentata con la famiglia Apple, senza però riuscirci. In un'altra occasione, interrogata da Applejack, Apple Bloom e Big McIntosh sulle ragioni della faida esistente tra la loro famiglia e la famiglia Pear, Goldie rivela loro che la loro madre Buttercup era ella stessa una Pear.

### Gustave le Grand
Un grifone chef che prende parte alla Gara Nazionale dei Dessert che si tiene a Canterlot, presentando come dolce le sue éclairs. Porta un papillon rosso, un cappello da cuoco e un paio di lunghi baffi riccioluti, e parla con un marcato accento francese.

### Gusty la Magnifica
Gusty la Magnifica
Un unicorno dell'era precedente alla fondazione di Equestria, entrata nella leggenda per aver guidato la ribellione contro il tiranno Grogar, portando infine alla sua sconfitta, e all'occultamento della Campana stregata, un terribile artefatto in grado di assorbire la magia, fonte della maggior parte del potere di Grogar. È conosciuta come Gusty "la Magnifica" (Gusty the Great in originale), e le sue gesta sono ancora raccontate in Equestria. Nella nona stagione si scopre che si è autoibernata per sventare una possibile nuova minaccia di Grogar. Viene liberata da Twilight e contribuisce alla sconfitta di Tirek, Chrysalis e Cozy Glow.
Doppiatrice italiana: Patrizia Salmoiraghi.

### Iron Will
Un minotauro blu tutto muscoli che parla spesso di sé in terza persona; tiene un teatrale seminario presso Ponyville per insegnare ai pony a essere sicuri di sé e a comportarsi in modo deciso, ricorrendo a massime e a eloquenti gestualità per garantirsi la massima presa sul pubblico. Pur assicurando il 100% di soddisfazione agli astanti, egli rimane interdetto quando Fluttershy, diventata violenta e antipatica a seguito dei suoi consigli, si rifiuta di pagarlo per le sue lezioni, e afferma che nessuno prima d'allora si era mai dichiarato insoddisfatto, andandosene via però senza fare storie.
Iron Will diventa in seguito organizzatore di crociere a bordo di uno zeppelin. Per aumentare la popolarità del servizio, dona ai genitori di Twilight un viaggio gratuito con familiari inclusi, con lo scopo segreto di offrire agli altri passeggeri uno speciale pacchetto vacanze "crociera delle principesse", sfruttando la presenza a bordo di Princess Twilight e Princess Cadance. Il suo piano va però in fumo quando Twilight, resasi conto del trucco di Iron Will, chiede agli altri passeggeri di concederle una maggiore privacy, provocando una protesta in massa da parte dei passeggeri, che si sentono presi in giro da Iron Will.

### Lightning Dust
Una pegaso verde acqua con coda e criniera bionde/arancioni e occhi color ambra; il suo cutie mark è un fulmine con tre stelle sotto. Fa parte del gruppo di pegasi iscritti all'accademia dei Wonderbolts insieme a Rainbow Dash, tra i quali si distingue per le sue eccezionali doti di aviatrice comparabili a quelle di Rainbow. Fa immediatamente coppia con quest'ultima durante il corso, riconoscendone le capacità, ma rispetto a lei si dimostra più competitiva e sconsiderata, sempre desiderosa di spingersi oltre i propri limiti; per questo motivo, sebbene ottenga un tempo peggiore di Rainbow Dash durante un test, Saetta le assegna il ruolo principale all'interno della coppia, relegando Rainbow Dash al ruolo di spalla. Tuttavia, dopo aver dato prova di quanto poco le importi delle ripercussioni delle proprie spericolate azioni sugli altri pony, Lightning perde tanto il sostegno di Rainbow quanto la posizione di leader.

### Meadowbrook
Maga Meadowbrook / The Mystical Mask
Famosa maga e guaritrice del passato, una dei Pilastri di Equestria, fu un pony di terra della palude di Hayseed, dove visse fino alla sua misteriosa scomparsa. La sua carriera di guaritrice cominciò con la scoperta che il miele di una certa specie di api era in grado di curare un morbo causato da fiori velenosi a molti abitanti della palude; da allora, promise di dedicare la propria vita alla cura dei pony di tutta Equestria. Come scoperto da Fluttershy, Meadowbrook è anche la vera identità della figura leggendaria nota come "la Maschera Mistica", a causa della maschera da guaritrice da lei indossata. Meadowbrook è soggetto di studio alla Scuola di Celestia per Unicorni Dotati, stando a Twilight, che parla inoltre di otto «oggetti magici» appartenuti alla maga, e che si riferisce (erroneamente) a lei come un «unicorno dell'est».

### Mistmane
Una pony unicorno del passato, famosa per la sua bellezza e bontà, e dotata di grandi doti magiche. Le viene attribuito un incantesimo chiamato "L'amicizia di Mistmane" (Material Amity in originale).
Mistmane sacrificò la sua bellezza per risanare il proprio villaggio, decaduto sotto il governo della sua ex-migliore amica Sable Spirit, e per restituire a quest'ultima il suo bell'aspetto ormai deturpato. In seguito, dedicò la vita a diffondere la bellezza in tutta Equestria. È annoverata tra i Pilastri di Equestria e prende parte alla battaglia che risulterà nella redenzione di Stygian.

### Mudbriar
Un pony di terra appassionato di ramoscelli (come rivelato anche dal suo cutie mark), viene introdotto nella serie quando Maud Pie lo presenta a Pinkie come suo nuovo fidanzato. Mudbriar ha la tendenza a esprimersi in modo preciso e ama puntualizzare sulle parole, spesso iniziando una frase con «tecnicamente». Pinkie Pie lo trova inizialmente irritante e «strambo», ma Limestone e Marble la aiutano a capire che la cosa più importante è che Maud sia felice con lui. Verrà tramutato in pietra per un breve periodo da una coccatrice mentre sta aiutando Starlight Glimmer a rintracciare la dispersa Silverstream.

### Mulia Mild
Un mulo femmina, e uno dei competitori alla Gara Nazionale dei Dessert di Canterlot. Il dolce da lei presentato è un'enorme mousse di cioccolato a forma di alce. È ispirata alla cuoca Julia Child.

### Neighsay
Presidente Neighsay
L'unicorno a capo della AIE, l'Associazione per l'Istruzione di Equestria (Equestria Education Association o EEA in originale), «un consiglio di esperti che supervisiona tutte le scuole di Equestria». Ha come preoccupazione principale la sicurezza di Equestria, e nutre forte sfiducia nei confronti delle razze esterne al regno, come i draghi, i grifoni, gli ippogrifi, i mutanti e gli yak. Di conseguenza, a seguito di un incidente avvenuto alla neoinaugurata Scuola di amicizia di Princess Twilight, Neighsay si rifiuta di concedere l'approvazione ufficiale della AIE per la scuola, decretandone la chiusura (la scuola verrà poi riaperta con il benestare di Princess Celestia). Neighsay cambierà opinione sulla pericolosità delle razze esterne dopo essere stato salvato dagli "Young Six" dalle grinfie di Cozy Glow.

### Quibble Pants
Un pony di terra fan delle prime avventure di Daring Do, mentre trova le storie successive troppo assurde per essere apprezzabili. Conosciuto da Rainbow Dash a una convention di fan di Daring Do, viene catturato assieme a Rainbow dal Dr. Caballeron, che intende usarli come esca per sottrarre a Daring Do un artefatto necessario per raggiungere un prezioso tesoro. Convinto inizialmente che si tratti solo di una messinscena escogitata da Rainbow stessa, Quibble Pants capisce infine che si trovano in reale pericolo, e grazie alle sue doti analitiche e alla sua conoscenza enciclopedica delle avventure di Daring Do si dimostra di prezioso aiuto per Rainbow e per la stessa Daring Do, che riescono così a sventare i piani di Caballeron e a recuperare il tesoro.
Fa una seconda comparsa nella nona stagione, in cui è alle prese con una complicata situazione familiare, in cui la figlioletta della sua nuova fidanzata si comporta freddamente nei suoi confronti. Rainbow Dash si offrirà di aiutarlo, e alla fine Quibble e la puledrina riescono a iniziare a legare.

### Rockhoof
Un leggendario pony di terra il quale, si racconta, salvò il proprio villaggio dall'eruzione di un vulcano scavando a velocità incredibile un canale per deviarne la colata di lava. Simbolo di forza, è uno dei sei Pilastri di Equestria.
Un incantesimo chiamato la Relazione di Rockhoof viene menzionato da Sunburst durante il suo primo incontro con Starlight Glimmer all'Impero di cristallo.

### Rutherford
Principe Rutherford
Il principe del regno yak dello Yakyakistan, situato a nord dell'Impero di cristallo. Principale membro di una delegazione di yak in missione diplomatica presso Ponyville, con l'obiettivo di negoziare la riapertura dei contatti tra il suo regno e quello di Equestria dopo «centinaia di lune» di separazione, il principe Rutherford si dichiara inizialmente ben disposto a promuovere un'alleanza tra yak e pony. La situazione tuttavia precipita quando la difformità tra l'accoglienza organizzata per loro da Twilight Sparkle e i costumi yakyakistani provoca ripetutamente l'ira del principe, sfociando nel fallimento delle trattative diplomatiche e in una dichiarazione di guerra da parte di Rutherford. Il pericolo viene sventato grazie all'intervento di Pinkie Pie, la quale, dopo un'intera giornata passata nel vano tentativo di raggiungere lo Yakyakistan per assicurare il benestare dei delegati, riesce a capire che anziché tentare di emulare lo stile degli yak per dar loro l'impressione di essere a casa, era necessario piuttosto farli sentire a casa anche nella diversità dei costumi di Equestria.
Successivamente Rutherford, cedendo alle insistenti richieste di Pinkie Pie, invita quest'ultima in Yakyakistan per partecipare a una celebrazione chiamata Yikslurbertfest. In questa occasione, il principe è inizialmente entusiasta di vedere Pinkie integrarsi nella sua tribù e imitarne gli usi, ma il suo atteggiamento cambia dopo che un eccesso di celebrazioni porta gli yak a ricoprire interamente di neve il villaggio. In questa circostanza, le proposte avanzate da Pinkie di chiedere aiuto agli abitanti di Equestria si scontrano con il carattere estremamente orgoglioso di Rutherford, che si rifiuta categoricamente di farsi assistere da chicchessia. Ciononostante, quando Pinkie Pie porta segretamente le sue amiche in Yakyakistan per liberare nottetempo il villaggio dalla neve in eccesso, Rutherford la ringrazia sentitamente, affermando che «la pony rosa comprende gli yak», e accetta di nominarla "yak onorario" prima di separarsi.

### Shadowbolts
Un trio di pony arcinemici degli Wonderbolts. Vengono assoldati da Nightmare Moon allo scopo di convincere Rainbow Dash ad abbandonare le proprie amiche nella foresta di Everfree ma falliscono. Tornano in seguito per affrontare gli Wonderbolts ma vengono sconfitti nuovamente.

### Sludge
Un drago verde piuttosto grasso e il padre di Spike. Dopo aver abbandonato la sua famiglia per motivi ignoti, si ripresenta al figlio dopo molti anni di assenza. È avaro, scroccone e maleducato (forse anche di più degli altri draghi) ma in fondo vuole bene a Spike ed è tornato per riconcilarsi con lui. Doppiato in italiano da Pietro Ubaldi.

### Somnambula
Una pegasus pony del passato, leggendaria protettrice di un villaggio nell'Equestria meridionale che ora porta il suo nome, e una dei Pilastri di Equestria. Liberò il proprio villaggio (ispirato alla cultura egizia) dalla tirannia della perfida Sfinge, salvando inoltre dalle sue grinfie il principe Hisan, figlio del faraone. Questi, in cambio, le fece dono di una collana di glowpaz, una pietra preziosa che divenne da allora simbolo di speranza per il villaggio: ancora oggi, i cittadini offrono collane di glowpaz alla statua sacra di Somnambula al centro del villaggio.
Sunburst attribuisce a Somnambula un incantesimo chiamato Ripudio meteorologico, e Starlight, nell'immaginazione di Twilight, un altro chiamato Tempus Objectus.

### Stellar Flare
Una pony unicorno di Sire's Hollow, madre di Sunburst. Amante del controllo, è preoccupata che il figlio non stia realizzando il suo potenziale, e gli scrive di continuo per proporgli suggerimenti e piani da seguire per avere successo. Sunburst, esasperato dalle continue attenzioni, continua a ignorare le lettere finché non viene spedito dalla Cutie-mappa al proprio paese natale, dove riuscirà a convincere Stellar a lasciare che sia lui stesso a pianificare la propria vita.

### Fizzlepop Berrytwist
Un'unicorno viola che ha perso metà del suo corno. Arrabbiata e sentendosi tradita dai suoi amici, si allea con il Re Tornado e ha il compito di rintracciare e catturare Twilight Sparkle. Se riuscirà ad eseguire i suoi ordini, Re Tornado le ripristinerà il corno. Dopo che Re Tornado non mantiene la parola data, si allea con le sei protagoniste per salvare Equestria. In seguito, rifiuterà l'invito di Twilight di abitare a Ponyville per «spargere la notizia della sconfitta del Re Tornado, e condividere quanto imparato in materia di amicizia».

### Tantabus
Una creatura formata completamente di ombra dall'aspetto vagamente somigliante a quello di un unicorno. Viene creato da Princess Luna per autopunirsi a seguito dei danni causati durante il suo periodo da Nightmare Moon, ma più sono i sensi di colpevolezza della creatrice, più il mostro acquisisce potenza, fino a trascinare prima le Mane Six e successivamente tutta Ponyville in un incubo condiviso, a mo' di un vero e proprio virus. Luna riesce a calmarlo prima che esso riesca ad aprirsi una finestra per accedere al mondo reale, perdonandosi per le azioni compiute in passato. Alla fine creatura e creatrice si riconciliano.

### Tree Hugger
Un'earth pony dal manto verde e la criniera color rosa scuro. Amante della natura e membro della Società per la Salvaguardia delle Creature Rare, è diventata amica di Fluttershy in occasione del suo viaggio per andare a vedere i Breezie. Modellata sullo stereotipo della cultura hippy dei tardi anni sessanta, Tree Hugger è caratterizzata dalla criniera raccolta in dreadlocks, la parlata serena e carica di espressioni idiosincratiche e il cutie mark di un albero con la chioma a forma di cuore. La sua vicinanza a Fluttershy e la sua attitudine quasi serafica suscitano gelosia e irritazione in Discord, che minaccia di spedirla in un'altra dimensione, finché Fluttershy, rimproverando lo Spirito del Caos per il suo comportamento, riesce a fargli accettare il fatto che lei possa avere più amici con cui passare il tempo, facendo riconciliare i due.

### Trenderhoof
Un unicorno dal manto marrone e la criniera gialla striata; ha gli occhi di colore viola, e porta gli occhiali. Rarity, che dimostra di avere una cotta per lui, lo descrive come uno «scrittore itinerante», riconoscendogli tra l'altro il merito di aver «reso Las Pegasus un'importante meta turistica» e «scoperto l'arte culinaria di Trottingham». Giunge a Ponyville in occasione della festa cittadina, rimanendo impressionato dall'aria di «autenticità» di Sweet Apple Acres, e — con grande risentimento da parte di Rarity — s'innamora perdutamente di Applejack al primo sguardo, tanto da interessarsi in modo invadente alla vita quotidiana della earth pony (che da parte sua non dimostra interesse nei suoi confronti) e seguirla durante le faccende domestiche. Quando infine dichiara di volersi stabilire permanentemente a Ponyville e vivere in fattoria, Rarity — nel frattempo tornata in rapporti amichevoli con Applejack — lo convince che cambiare la propria natura solo per piacere a qualcuno sarebbe tornato a suo detrimento, e Trenderhoof desiste dall'impresa di accattivarsi Applejack.

### Trixie Lulamoon
Una unicorn pony dal manto azzurro, la criniera di color argento e gli occhi magenta; porta un cappello da mago e un mantello, entrambi viola e intessuti di decorazioni a forma di stelle. Maga itinerante, si presenta un giorno a Ponyville per mettere in mostra i suoi poteri con uno spettacolo pubblico, vantandosi di essere la migliore in tutta Equestria e sfidando gli altri pony a smentirla, qualora ne siano in grado; si riferisce abitualmente a se stessa come a «la Grande, la Formidabile Trixie» (the Great and Powerful Trixie). Benché incoraggiata da Spike, Twilight decide però di non dar mostra delle proprie abilità, temendo di perdere l'amicizia delle altre. Durante lo show, Trixie afferma con alterigia di aver avuto la meglio su un'Ursa Major, una leggendaria creatura magica, il che le guadagna la totale ammirazione di Snips e Snails; questi, volendo assistere a «magia spettacolare», svegliano una bestia feroce e la scatenano involontariamente contro Ponyville, chiedendo aiuto a Trixie. Questa però, impotente, ammette di aver artefatto la propria narrazione, e che «nessuno può affrontare un'Ursa Major»; solo l'intervento di Twilight risolve la situazione, riuscendo a respingere quella che l'unicorno rivela essere solo un'Ursa Minor (cioè un cucciolo di Ursa Major), e lasciando Trixie a bocca aperta. Subito dopo Trixie, rimasta priva del proprio carro da show e vestiario da maga, fugge da Ponyville affermando nuovamente la propria superiorità.
Trixie viene nominata anche nella seconda stagione, in un articolo delle "Gomme da chiacchierare" intitolato The Great and Powerful Trixie's secrets revealed.
Nella terza stagione, Trixie si ripresenta a Ponyville dopo essere entrata in possesso dell'Amuleto dell'Alicorno (Alicorn Amulet), un oggetto che dona incredibili poteri magici a chi lo indossa, per vendicarsi di Twilight. In questa circostanza, Trixie rivela di essere divenuta, a seguito dell'episodio dell'Ursa Minor, lo zimbello di tutti e che, ostracizzata e derisa ovunque andasse, era stata finanche costretta a lavorare in una "fattoria di rocce" per guadagnarsi da vivere. Grazie al potere dell'amuleto, Trixie sconfigge la rivale in un duello di magia, esiliandola dalla città e prendendo il controllo totale di quest'ultima. Le amiche di Twilight scoprono che l'amuleto che indossa Trixie, oltre ad offrire grandi poteri, corrompe anche chiunque lo indossi, e che solo chi lo indossa può toglierselo; durante il suo breve periodo di dominio su Ponyville, in effetti, Trixie si serve di Snips e Snails per farsi trasportare in giro su un carro senza ruote (affermando che «la grande e potente Trixie non si fida delle ruote»), fa erigere statue e appendere stendardi in suo onore, e in generale sfrutta gli altri pony a proprio arbitrio trattandoli in maniera autoritaria. Grazie all'aiuto di Fluttershy e di Zecora, Twilight e le sue amiche riescono a organizzare un piano per indurre Trixie a togliersi l'amuleto, facendola tornare in sé. A questo punto, Trixie chiede perdono a Twilight per tutti i danni causati mentre indossava l'amuleto, e dopo averlo ottenuto sparisce nuovamente da Ponyville.
Diventa in seguito la migliore amica di Starlight Glimmer e contribuisce alla seconda sconfitta di Queen Chrysalis, nonché alla riappacificazione di Pharynx con il fratello Thorax. In coincidenza con la promozione di Starlight a preside della Scuola di amicizia, Trixie viene nominata da quest'ultima consigliera per l'orientamento degli studenti.

## Animali domestici

### Angel
È un coniglietto bianco, animaletto domestico di Fluttershy. Ha un aspetto dolce, ma in realtà sa farsi rispettare al punto da trattare Fluttershy alla pari. Può essere sgarbato nei confronti della padrona, ciò nonostante le vuole bene.
In un'occasione, Angel e Fluttershy si scambiano involontariamente il corpo per effetto di una pozione di Zecora. Angel, che si sentiva ignorato dalla padrona, vivendo una giornata nel suo corpo si rende conto di quanti impegni e responsabilità la tengano occupata, perdonandole il poco tempo da lei dedicatogli, a da parte sua Fluttershy comprende quanto sia frustrante per il coniglietto non avere nessun altro al mondo con cui poter comunicare.

### Gufolisio
È un gufo, animaletto selvatico di Twilight Sparkle. È molto intelligente, tanto da fare da assistente a Twilight quando studia di notte. In originale il suo nome è Owlowiscious (/aʊloʊˈɪʃəs/), anche scritto Owloysius.

### Gummy
È un piccolo alligatore, animaletto domestico di Pinkie Pie. Privo di dentatura per la giovane età (compie un anno verso la fine della prima stagione), è molto mansueto e quasi inespressivo (piuttosto ironico considerata la personalità della padrona).

### Opal
Opalescence
È la gatta di Rarity (spesso chiamata semplicemente Opal). Ha un carattere piuttosto aggressivo, persino con la sua stessa padrona (solo l'abilità di Fluttershy e la vista di bei vestiti riescono ad ammansirla), tuttavia le è spesso d'aiuto grazie ai suoi gusti raffinati e alla sua meticolosità.

### Peewee
Un cucciolo di fenice nato da un uovo che Spike riesce a salvare dalla crudeltà di tre giovani draghi, che volevano romperlo. Nella terza stagione viene rivelato attraverso delle foto che a seguito di un guaio causato accidentalmente da Peewee, Spike ha dovuto riportarlo dai suoi genitori.

### Philamena
È una fenice, animaletto domestico di Celestia. Inizialmente fa preoccupare Fluttershy e Twilight per il suo stato apparentemente grave di malattia, ma in seguito si scopre che quello è il normale stato delle fenici subito prima della loro periodica rinascita. Similmente alla sua padrona, ha un animo burlone, ma lo nasconde ancor meno rispetto alla principessa.

### Tank
È una testuggine che a seguito di una competizione con altri animali si guadagna, grazie alla sua perseveranza, il titolo di animaletto domestico di Rainbow Dash.

### Winona
È una cagnetta vivace e giocherellona, animaletto domestico di Applejack. È molto affettuosa con la padrona, e in più di un'occasione la aiuta a radunare gli animali.

## Altro

### Elementi dell'armonia
Gli Elementi dell'armonia sono sei artefatti magici dotati della «più potente magia nota alla stirpe dei pony» (the most powerful magic known to ponydom); durante la narrazione della storia di Celestia e Luna, che costituisce l'incipit della prima stagione, essi sono rappresentati come sei gemme di vario colore (rosso, rosa, azzurro, verde, arancione e viola) di forma esagonale, e in seguito come sei rocce sferiche incise con un simbolo. Dopo essere state ridotte in frammenti da Nightmare Moon, le rocce vengono infine ricostituite da Twilight e assumono la forma di cinque collane e una coroncina d'oro, con gemme di vario colore incastonate, la cui forma riprende i cutie mark delle sei protagoniste.
I sei Elementi rappresentano cinque virtù positive, più il potere della "magia" che le armonizza e coordina; essi sono: gentilezza, risata, generosità, onestà, lealtà e magia.
Gli Elementi furono adoperati per la prima volta, a quanto è noto, dalle principesse Celestia e Luna per sconfiggere il malvagio Discord, e il loro potere fu in grado di tramutare il draconequus in una statua di pietra. In seguito, Celestia fu costretta a usare gli Elementi dell'armonia per aver ragione della sorella, che si era tramutata nella malvagia Nightmare Moon, e confinarla all'interno della luna. Con il passare del tempo, tuttavia, il legame delle principesse con gli Elementi venne meno, e Celestia si rese conto che solo la propria allieva Twilight sarebbe stata in grado di risvegliarne il potere e adoperarlo per fermare una seconda volta Nightmare Moon.
Twilight, in effetti, pur conoscendo i primi cinque Elementi e la leggenda dietro a essi, riesce a controllarne il potere solo dopo essersi resa conto dell'importanza dell'amicizia, e in questa occasione viene manifestato l'unico elemento che fino ad allora le era rimasto nascosto, quello della Magia. Twilight capisce che le sue cinque amiche rappresentano le virtù racchiuse negli Elementi, avendone dato prova durante le peripezie da loro incontrate nella Everfree Forest, secondo la seguente corrispondenza:
Applejack : onestà
Fluttershy : gentilezza
Pinkie Pie : risata
Rainbow Dash : lealtà
Rarity : generosità
Twilight Sparkle : magia.
Nella seconda stagione, gli Elementi vengono adoperati nuovamente dalle protagoniste contro Discord, il quale viene nuovamente trasformato in pietra.
Su indicazione di Celestia, le protagoniste tentano inoltre di ricorrere al loro potere per affrontare la regina Chrysalis, ma vengono catturate prima di riuscire a raggiungere la sala in cui gli Elementi sono custoditi.
Nella terza stagione, Twilight e le sue amiche fanno uso del potere degli Elementi per liberare dalla propria prigionia Discord, su richiesta di Celestia. Qualche tempo dopo, a seguito di un incantesimo mal riuscito, Twilight provoca inavvertitamente lo scambio degli Elementi della gentilezza, risata, generosità, onestà e lealtà, causando nel contempo una modifica nelle personalità delle sue amiche, che diventano immemori del loro vero talento e tentano invano di svolgere compiti in cui non sono ferrate, cadendo presto in preda alla frustrazione. Twilight riesce a ristabilire la normalità ricordando a ciascuna di esse il significato del loro legame d'amicizia, e porta finalmente a compimento l'incantesimo precedentemente fallito.

#### Albero dell'armonia
Nella quarta stagione viene rivelato che gli Elementi sono stati scoperti da Celestia e Luna all'interno dell'Albero dell'armonia, un albero magico all'interno della foresta di Everfree in cui gli artefatti si trovavano incastonati. Celestia decise di estrarre gli Elementi dall'Albero per avere la possibilità di sconfiggere Discord e porre fine al caos da lui provocato, certa che la magia residua contenuta nell'Albero avrebbe continuato a «tenere sotto controllo» ciò che si trovava nella foresta. Tuttavia, appena prima di essere tramutato in pietra, Discord riuscì a piantare nel terreno di Ponyville alcuni «saccheggia-semi» (plunderseeds in originale) nella speranza che questi s'impadronissero della magia contenuta nell'Albero; grazie al potere dell'Albero, tuttavia, il suo piano rimase irrealizzato per moltissimo tempo, fino alla prima Festa del sole d'estate successiva al ritorno di Princess Luna. In questa occasione, Ponyville viene devastata da piante fuori controllo, mentre Celestia e Luna vengono catturate e neutralizzate. La situazione torna sotto controllo solo quando Twilight capisce che l'unico modo per fermare la devastazione è porre nuovamente gli Elementi all'interno dell'Albero, ripristinandone il potere magico ed eliminando la minaccia dei semi di Discord.
La restituzione degli Elementi all'Albero provoca la nascita di un fiore dalle sue radici, al cui interno si cela uno scrigno chiuso da sei sigilli. Nel corso della quarta stagione, ciascuna delle protagoniste affronta una situazione in cui viene messa alla prova la sua fedeltà al proprio Elemento, e come conseguenza della scelta fatta in linea con esso, ciascuna finisce con l'aiutare un altro pony a fare a sua volta la scelta giusta, ricevendo da questi un particolare oggetto, in apparenza comune e privo d'importanza. Tuttavia, Twilight si rende conto che proprio questi oggetti sono le chiavi necessarie a dissigillare lo scrigno, e dopo aver riunito tutti gli oggetti (che si trasformano materialmente in chiavi una volta a contatto con lo scrigno), questo si apre investendo le protagoniste di un potere magico: le loro criniere e code, così come le ali di Rainbow Dash, Fluttershy e Twilight, si colorano in modo appariscente e si allungano, e sul loro corpo compaiono simboli omologhi ai rispettivi cutie mark; la trasformazione permette alle protagoniste di sconfiggere Lord Tirek, per poi svanire. Inoltre, lo scrigno si colloca sotto il suolo di uno spiazzo erboso ai margini di Ponyville, e da esso scaturisce un castello di cristallo a forma di albero; questo diventerà la nuova residenza di Princess Twilight al posto della Biblioteca Quercia Dorata, distrutta in precedenza da Tirek.
Nella settima stagione viene rivelato che l'Albero dell'armonia è nato da un seme di cristallo incantato da ciascuno dei Pilastri di Equestria, che lo piantarono nella speranza di lasciare una parte del proprio potere a tutela del regno prima di lanciare l'incantesimo che avrebbe causato la loro scomparsa nel Limbo. I sei Elementi dell'armonia, infatti, rispecchiano le sei doti incarnate dai Pilastri: stregoneria, speranza, guarigione, bellezza, forza e coraggio.
Dopo la fondazione della scuola di Twilight, l'Albero si manifesta sotto le sembianze di Princess Twilight ai sei studenti principali, insegnando loro a collaborare e a superare le proprie paure e preoccupazioni, e indirizzandoli in questo modo sulla via dell'armonia. Il legame tra l'Albero e gli studenti verrà dimostrato nel momento del bisogno, quando i sei si ritroveranno a essere l'unico ostacolo rimasto tra Cozy Glow e l'intera magia di Equestria; in questa occasione, il potere armonico dell'Albero farà uso degli Young six per riportare alla normalità la magia di Equestria, mettendo fine ai piani di Cozy.
L'Albero dell'armonia viene fisicamente distrutto assieme agli Elementi da Re Sombra durante la sua breve riconquista dell'Impero di cristallo. Tuttavia, gli Elementi continuano a essere incorporati efficacemente all'interno delle protagoniste, come dimostrato dalla distruzione di Sombra per mezzo del loro potere. Inoltre, lo spirito dell'Albero torna a manifestarsi all'interno della casa sull'albero costruita dai sei studenti con i pezzi dell'Albero distrutto: al termine della costruzione, infatti, la piccola e fatiscente casa da loro costruita viene magicamente trasformata in una grandiosa costruzione di cristallo, che diverrà un punto di ritrovo privilegiato per i sei studenti.

### Cutie-mappa
Una tavola cristallina incantata recante sulla propria superficie una mappa tridimensionale del regno di Equestria e, a partire dall'ottava stagione, delle terre circostanti. Circondata da sei troni in cristallo recanti i simboli degli Elementi, è con essi situata nel salone centrale del castello di Princess Twilight, dove è comparsa la prima volta in cui Twilight e le amiche si sono sedute ai rispettivi scanni. Viene spesso chiamata semplicemente "la mappa".
La mappa può occasionalmente "attivarsi", mostrando il cutie mark di certi pony (di solito due) in corrispondenza di una particolare regione; questo segno, interpretato correttamente da Twilight come un invito per i pony designati a recarsi al luogo indicato, denota la presenza di un "problema di amicizia" (friendship problem) nella zona segnalata, e la necessità per i pony prescelti di risolverlo. Questa occorrenza viene talvolta chiamata una "missione". Inizialmente soltanto Twilight e gli altri Elementi vengono convocati dalla mappa, ma successivamente lo stesso accadrà a Starlight Glimmer, a Spike, alle Cutie Mark Crusaders e a Sunburst.
La mappa viene usata in un'occasione da Starlight Glimmer per incanalare un incantesimo di viaggio nel tempo di Star Swirl il Barbuto.

### Pilastri di Equestria
Un gruppo di sei pony leggendari: Star Swirl il Barbuto, Somnambula, Meadowbrook la Maga, Mistmane, Rockhoof e Flash Magnus della Legione reale. Assemblati dall'unicorno Stygian per combattere la minaccia delle sirene, sono poi entrati in conflitto con lui quando egli sottrasse loro alcuni artefatti allo scopo di duplicarli, pensando che volesse derubarli dei loro poteri. Questo causò il risentimento di Stygian, che si tramutò nel "Pony delle ombre" e minacciò vendetta. Per proteggere Equestria, i Pilastri sacrificarono la propria libertà e si chiusero volontariamente nel Limbo, una dimensione atemporale in cui intrappolarono anche Stygian.
Quando Sunburst ritrova per caso un antico diario di Star Swirl, Twilight Sparkle inizia a investigare il destino dimenticato dei Pilastri; una volta scoperta la verità, decide inoltre di riportarli in Equestria, riuscendo a riaprire il portale per il Limbo grazie agli artefatti dei Pilastri, rintracciati grazie all'aiuto delle amiche. Quando però l'incantesimo provoca il ritorno del Pony delle ombre, le protagoniste sono costrette a rimuovere gli Elementi dall'Albero dell'armonia, e a combinarne il potere con quello dei Pilastri nel tentativo di bandire nuovamente Stygian dalla propria dimensione, anche a costo di causare la morte dell'Albero.
Tuttavia, grazie al giudizio di Starlight Glimmer, questo non si rivela necessario, poiché con la mediazione di Twilight e della sua allieva Stygian accetta di riconciliarsi con i Pilastri e abbandonare l'oscurità. A seguito di ciò, gli Elementi continuano a esistere e i Pilastri riprendono la propria vita in Equestria dopo oltre mille anni di assenza.